# Pokémon: Indigo League
Pokémon: Indigo League (inicialmente transmitida simplemente como Pokémon) es la primera temporada de Pokémon y primera parte de La Serie Pokémon: El Comienzo, que se transmitió en Japón bajo el título de Pokémon: Pocket Monsters (ポケットモンスター Poketto Monsutā?). En Occidente, en un principio, fue transmitida como "Pokémon: ¡Atrápalos ya!" en Hispanoamérica, "Pokémon: ¡Hazte con todos!" en España y "Pokémon: Indigo League" en Estados Unidos.
Se transmitió originalmente en Japón por TV Tokyo desde el 1 de abril de 1997 hasta el 21 de enero de 1999. Luego, se emitió en Estados Unidos mediante sindicación desde el 8 de septiembre hasta el 20 de noviembre de 1998, y por Kids' WB (The WB) desde el 13 de febrero hasta el 27 de noviembre de 1999, concluyendo con la transmisión del anteriormente no emitido episodio 18, el día 14 de junio de 2000.

## Sinopsis
Es el décimo cumpleaños de Ash Ketchum, y está listo para hacer lo que muchos chicos de 10 años en la región Kanto se proponen: ¡convertirse en un Entrenador Pokémon! Las cosas no salieron exactamente según lo planeado cuando terminó con un Pikachu en lugar de un Pokémon inicial, y ganar Medallas de Gimnasio fue mucho más duro de lo que pensó. Afortunadamente tiene a los Líderes de Gimnasio Misty y Brock a su lado, junto con un gran grupo de nuevos amigos Pokémon, incluido los Pokémon iniciales Bulbasaur, Charmander y Squirtle.
La temporada sigue las aventuras de Ash Ketchum, mientras recolectan las ocho medallas de gimnasio de la región ficticia de Kanto, para así poder participar en la Competición de la Liga Pokémon ubicada en la Meseta Ańil y poder obtener el título de Maestro Pokémon que Ash lo inspiró. Y estaba su primer rival con Gary Oak desde la 5 temporada y entró en la Meseta Ańil y perdió y con Ritchie, el segundo rival con Ash. luego al final del episodio de regresar a Pueblo Paleta nombre es Fiesta  de Panico en Pueblo Paleta sigue con eso con el grupo entre 3 personas como Ash, Misty, Brock y sus amigos Pokémon Pikachu y Togepi y va a sacar a sus Pokémon por comer con ellos y los Pokémon de Brock y Misty son todos por comer y de Ash tamibén pero con un problema el último Pokémon es un Charizard desobediente que no puede sacar por dejar sacarle ahora no puede más delante y ha ido como un grupo un villanos Equipo Rocket como Jessie, James y Pokémon Meowth como chef para dar comida rara y basura para ahogar a sus entrenadores por llamar a sus Pokémon por la ayuda del su entrenador por robar a su Pokémon por un rama de un arbusto para llevarlo con ellos por decir a su jefe Giovanni para entregarle pero el Equipo Rocket presenta a su lema delante por su globo de Meowth para llevarlo por los aire por un combate 1 vs 1 pero delante 2 contra Charizard para sacar de su Pokebola para su ayuda por Pikachu por llevarles con las bombas Negras el primer combate es Arbok vs Pidgeotto fue ganado Arbok derrotándolo por su ataque Picotazo Venoso y a Pidgoetto fue débil derrotado para irse al Laboratario del Profesor Samuel Oak de vuelta a su Pidgeotto y después fue derrotado por banda de Spearow y Fearow y fue ganado por la evolución final de Pidgeotto por un Pidgeot gana por Fearow por dejarle al final a Pidgeot por su vuelta para irse para entregarle la GS Ball del Profesor Oak por dejarle con la Profesora Philena Ivy por dejarle a Brock por su grupo con Ash y Misty por un dirigible por el tema del Team Rocket raptar a Pikachu por un entrenador y un amigo del Profesor Oak que es un Investigador Pokémon es Tracey Sketckit por su vuelta de las Crónicas Pokémon con Misty Brock Trace team rocket Hasta Meowth por otros entrenadores del miembros del Team Rocket como Butch y Cassidy las hermanas mayores de Misty como Daisy, Violet y Lily, y la amiga de los entrenadores Pokémon amarillas con Casey también y su amiga y rival en Ciudad Iriis con Sakura 2 nuevos Pokémon con Misty son Gyarados y un Luvdisc y por dejarle a un Horsea por la piscina de su ciudad Celeste por la vuelta del Re-encuentros con su viejo amigo con Brock por Pueblo Paleta con se reencuentra con la madre de su amigo con Delia Ketchum porque estaba deprimido por decir el nombre de la Profesora Ivy y no quiere recordar el nombre estaba con ella por dejarlo a él para irse la nueva región del surueste del Kanto a Nueva Región de Johto por también ha ido Gary Oak también por las Aventuras de las Islas Naranjas también y Ash fue ganado por el trofeo Campeón de la Liga Naranja también para dárselo de su vuelta la GS Ball para recibir par Prfoesor César o Kurt en Pueblo Azalea junto al lado de Pozo Slowpoke entre del medio de la cueva Unión si

## Lista de episodios
| 1 | 1  | «¡Pokémon! ¡Yo te elijo!» «Pokemon! Kimi ni Kimeta!» (ポケモン！ きみにきめた！) España: «¡Pokémon, te elijo a ti!» Hispanoamérica: «¡Pokémon, yo te elijo!»                                                           | 1 de abril de 1997       | 8 de septiembre de 1998  | 6 de septiembre de 1999 20 de diciembre de 1999 |
| El episodio comienza cuando Ash Ketchum está viendo por televisión una batalla entre Nidorino y Gengar en un estadio de la Liga Pokémon. Su madre Delia Ketchum entra en su habitación y le regaña diciéndole que son las once de la noche, por lo que debería estar dormido. Ash se queja diciendo que está demasiado nervioso y que no puede dormir, y su madre cambia la televisión a un canal en el que sale el Profesor Samuel Oak presentando a los tres Pokémon que serán entregados al día siguiente. La madre de Ash se va de la habitación diciéndole que cuando termine el programa se duerma. Él con muchos nervios, finalmente se tranquiliza y se va a dormir. Ash se despierta tarde y se va corriendo al laboratorio del Profesor Oak aún en pijama donde se encuentra con su rival y nieto del Profesor Oak, Gary Oak. En el laboratorio, las Pokébolas iniciales se encuentran vacías excepto una cuarta que el Profesor Oak le entrega a Ash con varias dudas. Él la abre y sale un Pikachu, un Pokémon ratón eléctrico. Como a Ash le encanta, lo coge y lo abraza; cosa que a Pikachu no le gusta, por lo que le proporciona una descarga con un ataque eléctrico. El Profesor Oak le entrega una Pokédex y seis Pokébolas. Ash parte de Pueblo Paleta e intenta hablar con Pikachu para dar con el problema, pero Pikachu no dice otra cosa más que su nombre. También trata de convencerlo para que entre en su Pokébola pero a Pikachu no le agrada. Aparece un Pidgey, que intenta capturar pero se escapa. Luego aparece un Spearow que llama a los de su especie y atacan a Ash y Pikachu. Al final, Pikachu siente el cariño de su entrenador que lo salva de los Spearow. Ash toma la bicicleta de una niña pelirroja llamada Misty para escapar de un nuevo ataque y ella lo persigue para que se la devuelva. Los Spearow se lanzan sobre Ash y Pikachu se impulsa sobre el hombro de él y salta hacia ellos atacándolos con un impactrueno. Ash y Pikachu se despiertan en el suelo, él mira hacia arriba y ve a un Pokémon brillante volando en el cielo sobre el arco iris del cual la Pokédex no tiene datos. Ash inicia su viaje Pokémon. |    | |                          |                          |                                                 |
| 2 | 2  | «¡Enfrentamiento! ¡Centro Pokémon!» «Taiketsu! Pokemon Sentā!» (たいけつ！ポケモンセンター！) España: «Emergencia Pokémon» Hispanoamérica: «Emergencia Pokémon»                                                        | 8 de abril de 1997       | 9 de septiembre de 1998  | Desconocido Desconocido                         |
| Ash lleva a Pikachu a un centro Pókemon para curar sus heridas. Mientras espera, Ash habla por teléfono con su madre y con el profesor Oak y les cuenta que ya se encuentra en Ciudad Verde. Misty llega enfadada al centro Pókemon y le pide de vuelta su bicicleta, Ash le explica lo que pasó con ella y le cuenta que Pikachu se encuentra herido. El Equipo Rocket ataca el centro Pókemon para robarlo y Ash huye con su Pikachu, pero Ekans y Koffing lo siguen. Una manada de Pikachu que proporcionan de electricidad al centro Pókemon aparece y defiende a Ash atacando al Equipo Rocket, el Pikachu de Ash también ataca pero el centro Pokémon arde en llamas. El Equipo Rocket es derrotado y consideran que el Pikachu de Ash es especialmente fuerte, por lo que se ponen como nueva meta robarlo a él. Ash y Misty parten juntos hacia Ciudad Plateada. En el camino aparece un Caterpie al que Ash le lanza una Pokébola... |    | |                          |                          |                                                 |
| 3 | 3  | «¡Capturando un Pokémon!» «Pokemon Getto da ze!» (ポケモン ゲットだぜ！) España: «Ash atrapa un Pokémon» Hispanoamérica: «Ash captura un Pokémon»                                                                      | 15 de abril de 1997      | 10 de septiembre de 1998 | Desconocido Desconocido                         |
| ...Ash captura con éxito a Caterpie y se convierte en su primer Pokémon capturado. Caterpi quiere ser amigo de Misty pero ella lo rechaza debido el miedo por los tipo bicho. Aparece un Pidgeotto volando y aterriza cerca de ellos que Ash atrapa luego de herirlo con un ataque de Pikachu. Aparece el Equipo Rocket, dispuesto a llevarse a Pikachu de Ash como su objetivo pero es derrotado por Caterpie. Tras la victoria, Caterpie evoluciona a Metapod y Ash y Misty continúan con su viaje. |    | |                          |                          |                                                 |
| 4 | 4  | «¡El desafío del muchacho samurái!» «Samurai shōnen no chōsen!» (サムライしょうねんのちょうせん！) España: «El reto del samurái» Hispanoamérica: «El desafío del samurái»                                              | 22 de abril de 1997      | 11 de septiembre de 1998 | Desconocido Desconocido                         |
| Mientras Ash intenta capturar a un Weedle aparece un samurái que lo reta a un duelo Pókemon. Ambos entrenadores enfrentan a Metapod y la batalla dura horas. Aparece una horda de Beedrill y el combate se cancela. Uno de los Beedrill se lleva a Metapod volando. Todos se refugian en la cabaña del samurái. Ash rescata a Metapod pero los Beedrill lo atacan de nuevo. Metapod evoluciona a Butterfree y vence a los Beedrill. |    | |                          |                          |                                                 |
| 5 | 5  | «¡Enfrentamiento en Ciudad Nibi!» «Nibi Jimu no tatakai!» (ニビジムのたたかい！) España: «Combate en la Ciudad Plateada» Hispanoamérica: «Batalla en Ciudad Plateada»                                                  | 29 de abril de 1997      | 14 de septiembre de 1998 | Desconocido Desconocido                         |
| Ash y Misty llegan a Ciudad Plateada. Ash desafía a Brock, Líder del Gimnasio Pókemon de la ciudad. Ash se rinde cuando Pikachu es vencido. Ash sobrecarga de energía a Pikachu con una generadora eléctrica y reta de nuevo a Brock. Ash gana la batalla accidentalmente. Brock le da la medalla Roca a Ash porque considera que es algo justo y que se la merece y se une a él en su viaje Pókemon para ser el mejor Criador Pokémon del mundo. |    | |                          |                          |                                                 |
| 6 | 6  | «Pippi y la roca lunar» «Pippi to tsuki no ishi» (ピッピとつきのいし) España: «Clefairy y la piedra lunar» Hispanoamérica: «Clefairy y la roca lunar»                                                                  | 6 de mayo de 1997        | 15 de septiembre de 1998 | Desconocido Desconocido                         |
| El grupo se dirige al Monte Luna. Brock les cuenta que dice que un meteorito cayó en el lugar hace muchos años al que llaman Piedra Lunar. Una manada de Zubat ataca a un científico llamado Seymour, Pikachu lo defiende y Brock aprovecha la situación para capturar un Zubat. El Equipo Rocket intenta robar la Piedra pero son vencidos por Ash y sus amigos. Varios Clefairy hacen un ritual junto a la Piedra Lunar y algunos evolucionan en Clefable. El grupo parte hacia Ciudad Celeste. |    | |                          |                          |                                                 |
| 7 | 7  | «Las flores acuáticas de Ciudad Hanada» «Hanada Shiti no suichūka» (ハナダシティのすいちゅうか) España: «Las flores acuáticas de Ciudad Celeste» Hispanoamérica: «Las flores acuáticas de Ciudad Celeste»              | 13 de mayo de 1997       | 16 de septiembre de 1998 | Desconocido Desconocido                         |
| Misty se rehúsa a ir a Ciudad Celeste. Ash se dirige al Gimnasio Pókemon y tres hermanas Daisy, Violet y Lily se presentan como las Líderes del Gimnasio. Ellas no quieren luchar y le ofrecen la medalla Cascada a Ash quien no la acepta. Misty aparece y le cuenta a Ash que las Líderes del Gimnasio son sus hermanas mayores y acepta el duelo con Ash en representación del gimnasio. El duelo es interrumpido por el Equipo Rocket pero son derrotados. Las hermanas mayores de Misty le entregan la medalla Cascada agradeciéndole que haya salvado el gimnasio del ataque del Equipo Rocket. |    | |                          |                          |                                                 |
| 8 | 8  | «El camino a la Liga Pokémon» «Pokemon Rīgu e no michi» (ポケモンリーグへのみち) España: «El camino hacia la Liga Pokémon» Hispanoamérica: «El camino a la Liga Pokémon»                                               | 20 de mayo de 1997       | 17 de septiembre de 1998 | Desconocido Desconocido                         |
| En camino a Ciudad Carmín Ash reta a A. J., un entrenador que nunca ha perdido una batalla en su propio gimnasio no oficial. Ash pierde el combate ya que los Pókemon de A. J. están mejor entrenados. Ash reta al entrenador a un segundo combate pero A. J. no acepta. El Equipo Rocket roba el Sandshrew de A. J. Sandshrew vence fácilmente al Equipo Rocket. Al completar su victoria 100, A. J. inicia su propio viaje Pókemon. |    | |                          |                          |                                                 |
| 9 | 9  | «El Manual de la victoria pokémon» «Pokemon Hisshō Manyuaru» (ポケモンひっしょうマニュアル) España: «La escuela de los golpes duros» Hispanoamérica: «La escuela de los golpes duros»                                  | 27 de mayo de 1997       | 18 de septiembre de 1998 | Desconocido Desconocido                         |
| El grupo llega al Instituto Técnico Pokémon. Conocen a Joe, un estudiante del instituto quien les cuenta que Giselle es la mejor estudiante. Misty reta a Joe y le gana fácilmente, luego reta a Giselle con quien pierde la batalla. Giselle se burla de los Pókemon de Ash y se enfrentan en un duelo que gana el Pikachu de Ash frente al Cubone de Giselle. El Equipo Rocket intenta entrar al instituto pero son expulsados al descubrirse que habían sido los peores estudiantes de la historia del instituto. |    | |                          |                          |                                                 |
| 10 | 10 | «El Fushigidane de la aldea aislada» «Kakure zato no Fushigidane» (かくれざとのフシギダネ) España: «Bulbasaur y la aldea oculta» Hispanoamérica: «Bulbasaur y la aldea secreta»                                        | 3 de junio de 1997       | 21 de septiembre de 1998 | Desconocido Desconocido                         |
| Misty intenta atrapar un Oddish en el bosque pero un Bulbasaur se lo impide, Ash intenta capturar a Bulbasaur pero ambos escapan. El grupo llega a la casa de Melanie, un lugar para cuidar Pókemon abandonados o heridos donde Bulbasaur es su cuidador. Aparece el Equipo Rocket para atacar la cabaña y Bulbasaur los expulsa de allí. Melanie le pide a Ash que se lleve a Bulbasaur en su viaje para que se haga más fuerte. Ash acepta pero Bulbasaur solo acepta ir si tiene un combate con Ash. Pikachu vence en duelo a Bulbasaur y Ash lo captura. |    | |                          |                          |                                                 |
| 11 | 11 | «Pokémon perdido, Hitokage» «Hagure Pokemon - Hitokage» (はぐれポケモン・ヒトカゲ) España: «Charmander, el pokémon perdido» Hispanoamérica: «Charmander, el pokémon abandonado»                                        | 10 de junio de 1997      | 22 de septiembre de 1998 | Desconocido Desconocido                         |
| El grupo encuentra un Charmander muy débil arriba de una gran roca que está esperando a su entrenador por lo cual siguen su camino. En un centro Pókemon se enteran de que el Charmander había sido abandonado por su entrenador Damián. Todos regresan por el Charmander que se encuentra bajo la luvia y lo llevan al centro Pókemon para que se recupere. Al día siguiente Charmander regresa a la roca en el bosque. Ash y sus amigos continúan su camino pero son atacados por el Equipo Rocket pero Charmander los derrota. Damián ve la batalla y quiere llevarse a Charmander al ver que sí es fuerte, pero Charmander decide irse con Ash y sus amigos. |    | |                          |                          |                                                 |
| 12 | 12 | «¡Entra la tropa Zenigame!» «Zenigame-gundan tōjō!» (ゼニガメぐんだんとうじょう！) España: «Aquí llega el escuadrón Squirtle» Hispanoamérica: «El escuadrón de Squirtle»                                               | 17 de junio de 1997      | 23 de septiembre de 1998 | Desconocido Desconocido                         |
| En su camino, el grupo cae en un agujero hecho por un grupo de Squirtle vándalos. El Equipo Rocket se gana la confianza de los Squirtle y les piden capturar al Pikachu de Ash. Los Squirtle atacan y capturan al grupo pero dejan que Ash vaya a un centro médico por una poción para curar a Pikachu que resultó herido en la batalla. Cuando Ash regresa a la cueva donde estaban capturados se da cuenta de que sus amigos ya están libres y le aplican la poción a Ash. El Equipo Rocket ataca a todos y Ash salva al Squirtle, líder de la banda de uno de los ataques y este le toma cariño a Ash. El líder Squirtle derrota al Equipo Rocket. La pandilla de Squirtle se transforma en la nueva tropa de bomberos del pueblo. El líder Squirtle decide unirse al equipo de Ash. |    | |                          |                          |                                                 |
| 13 | 13 | «El faro de Masaki» «Masaki no tōdai» (マサキのとうだい) España: «El misterio del faro» Hispanoamérica: «Misterio en el faro»                                                                                          | 24 de junio de 1997      | 24 de septiembre de 1998 | Desconocido Desconocido                         |
| Ash llega a una pequeña playa donde encuentra un Krabby al cual atrapa fácilmente. La Pokébola donde lo atrapa se transporta directamente con el profesor Oak ya que los entrenadores Pókemon solo pueden tener seis al mismo tiempo. En la noche, el grupo llega a un faro donde se encuentra Bill, un joven Investigador Pokémon que vive en el faro a la espera de un extraño Pókemon. Un Dragonite gigante aparece en el mar haciendo una hermosa melodía. El Equipo Rocket intenta capturarlo pero este huye y desaparece en el mar. |    | |                          |                          |                                                 |
| 14 | 14 | «¡Enfrentamiento eléctrico! Gimnasio Kuchiba» «Dengeki taiketsu! Kuchiba Jimu» (でんげきたいけつ！クチバジム) España: «Competición de descarga eléctrica» Hispanoamérica: «Duelo eléctrico»                            | 1 de julio de 1997       | 25 de septiembre de 1998 | Desconocido Desconocido                         |
| Ash se enfrenta a LT. Surge, el Líder del Gimnasio de la Ciudad Carmín y a su poderoso Raichu. En su primer enfrentamiento no tiene éxito, pero Pikachu no se rinde y logra derrotarlo en una batalla posterior, haciendo uso de sus ataques de velocidad. El Equipo Rocket no interfiere en este capítulo más que para apoyar a Pikachu. |    | |                          |                          |                                                 |
| 15 | 15 | «¡Enfrentamiento en el St. Annu!» «Santo Annu-gō no tatakai!» (サントアンヌごうのたたかい！) España: «Combate a bordo del St. Anne» Hispanoamérica: «Batalla a bordo del Santa Anna»                                   | 1 de julio de 1997       | 25 de septiembre de 1998 | Desconocido Desconocido                         |
| El Equipo Rocket planea robar los Pokémon a cientos de entrenadores a bordo del crucero Santa Anna, incluyendo a Ash, Misty y Brock. James es embaucado y compra un Magikarp creyendo hacer un gran negocio. Ash cambia su Butterfree por un Raticate con otro entrenador pokémon luego de una buena batalla con él, pero luego se arrepiente. Cuando el Equipo Rocket intenta robar las pokebolas, los entrenadores Pokémon se resisten y comienzan a luchar frustrando sus planes. Ash contacta al entrenador con quien había cambiado a Butterfree para recuperarlo, pero justo cuando lo hace el barco se hunde. |    | |                          |                          |                                                 |
| 16 | 16 | «Pokémon flotando en el mar» «Pokemon hyoryūki» (ポケモンひょうりゅうき) España: «El naufragio pokémon» Hispanoamérica: «Naufragio Pokémon»                                                                            | 8 de julio de 1997       | 29 de septiembre de 1998 | Desconocido Desconocido                         |
| El Equipo Rocket, Ash, Misty y Brock hacen una tregua temporal para lograr escapar del barco hundido. Con ayuda de sus pokémon logran llegar a la superficie del barco, Charmander abre un hueco fundiendo el metal con su fuego, para poder salir nadando con ayuda de sus pokémon de agua. El Equipo Rocket no tiene pokémon de agua, más que el Magikarp que recientemente James había comprado, sin embargo este no es muy hábil nadando por lo cual el Equipo Rocket casi muere en el escape. Finalmente se reúnen con Ash, Misty y Brock, pero tienen mucha hambre e intentan comer el Magikarp. Cuando descubren que no pueden comerlo, James se enoja y lo arroja de la balsa, Magikarp se enoja y evoluciona a Gyarados, y les lanza su ataque máximo, la Ira del Dragón. |    | |                          |                          |                                                 |
| 17 | 17 | «¡¿La isla de los pokémon gigantes?!» «Kyodai Pokemon no shima!?» (きょだいポケモンのしま！？) España: «La isla de los pokémon gigantes» Hispanoamérica: «La isla de los pokémon gigantes»                             | 22 de julio de 1997      | 30 de septiembre de 1998 | Desconocido Desconocido                         |
| Luego del ataque de Gyarados, Ash y sus amigos, cayeron en una isla aparentemente desierta. El Equipo Rocket también llegó a ese lugar, pero tanto ellos como Ash perdieron sus pokémon y comienzan a buscarlos en la isla. Los pokémon de Ash y los del Equipo Rocket se encuentran en la isla, temen haber sido abandonados pero aun así salen también en la búsqueda. Mientras todos deambulan por la isla, comienzan a encontrar terroríficos Pokémon gigantes, convirtiendo la búsqueda en una frenética huida. Finalmente descubren que la isla y sus Pokémon gigantes es tan solo "La Tierra Pokémon", un gran parque temático. |    | |                          |                          |                                                 |
| 18 | —  | «Descanso en Aopulco» «Aopuruko no kyūjitsu» (アオプルコのきゅうじつ) | 29 de julio de 1997      | 24 de junio de 2000      | No emitido                                      |
| Ash y sus amigos llegaron a la playa Aopulco y deciden tomar unas vacaciones. El Equipo Rocket también está allí intentando conseguir dinero de los acaudalados turistas. Al poco tiempo de haber llegado Ash, Misty, Brock y el Equipo Rocket hacen grandes destrozos al lugar y deben pagar a los propietarios por los daños, con lo cual se ven obligados a trabajar para ellos. Esto se convierte en una competencia entre ambos bandos, dando la mejor atención en un restaurante y organizando un concurso de desfile en trajes de baño. El Equipo Rocket hace trampa en todas las competencias hasta que finalmente consiguen hacer un gran destrozo en el restaurante de Obaba, con su propio Gyarados robótico. |    | |                          |                          |                                                 |
| 19 | 18 | «Menokurage y Dokukurage» «Menokurage Dokukurage» (メノクラゲドククラゲ) España: «Tentacool y Tentacruel» Hispanoamérica: «Tentacool y Tentacruel»                                                                     | 5 de agosto de 1997      | 1 de octubre de 1998     | Desconocido Desconocido                         |
| Mientras Ash, Misty y Brock esperan un ferry en Portavista para salir de la isla, uno de los barcos de Nastina es destruido por un ataque de Tentacool. Nastina intenta contratar a Ash, Misty y Brock para exterminar a los Tentacool, sin embargo Misty se niega indignada. Nastina no se da por vencida y comienza a vociferar por toda la ciudad que pagará un millón de dólares a quien extermine a todos los Tentacool. Muchas personas acuden al llamado, entre ellos el Equipo Rocket a quienes Nastina decide contratar. Sin embargo, el Equipo Rocket se ve rápidamente vencido por la fuerza de los Tentacool y Tentacruel. Tentacruel toma a Meowth como intérprete, y les hace saber a todos que la razón por la que atacan la ciudad, es que la construcción del hotel de Nastina destruyó su hogar. Pikachu y Misty intentan razonar con él y logran hacer una tregua, en la que los Tentacool y Tentacruel se comprometen a no atacar la ciudad, siempre que la construcción sea detenida y los humanos respeten su hogar. |    | |                          |                          |                                                 |
| 20 | 19 | «El pokémon fantasma y el festival de verano» «Yūrei Pokemon to Natsumatsuri» (ゆうれいポケモンとなつまつり) España: «El fantasma de Maiden's Speak» Hispanoamérica: «El fantasma del pico de la doncella»             | 12 de agosto de 1997     | 2 de octubre de 1998     | Desconocido Desconocido                         |
| Apenas llegan a Pico de Doncella, Brock y James ven una linda chica en el malecón. Todos acuden al Festival Anual de Fin de Verano, en el que develan la pintura de la doncella, quien resulta ser la chica que James y Brock habían visto. Esa joven murió hace muchos años esperando a su amado que había partido a la guerra, la leyenda cuenta que esperó hasta que su cuerpo se convirtió en una roca. Brock y James deciden esperar en la Roca Doncella y en su vigilia ven al fantasma de la Doncella. Luego descubren que el fantasma realmente es un Gastly, entre todos se enfrentan a él hasta que amanece y Gastly decide irse hasta el siguiente festival. |    | |                          |                          |                                                 |
| 21 | 20 | «Bye Bye Butterfree» «Bai Bai Batafurī» (バイバイバタフリー) España: «Adiós Butterfree» Hispanoamérica: «Adiós Butterfree»                                                                                             | 19 de agosto de 1997     | 5 de octubre de 1998     | Desconocido Desconocido                         |
| Ash, Misty y Brock encuentran a cientos de Butterfree buscando pareja en su temporada de apareamiento. Ash decide liberar a Butterfree para que encuentre pareja, al principio tiene algunos inconvenientes, y es rechazado por la Butterfree rosa que le gusta. El Equipo Rocket captura a todos los Butterfree, incluyendo la Butterfree rosa. Butterfree se enfrenta a ellos y finalmente libera a todos los Butterfree con la ayuda de Pikachu. La Butterfree rosa admira la valentía de Butterfree y lo acepta. Entre lágrimas, Ash decide liberar a Butterfree para que forme familia. |    | |                          |                          |                                                 |
| 22 | 21 | «¡Casey! ¡Enfrentamiento psíquico!» «Kēshī! Chōnōryoku taiketsu!» (ケーシィ！ちょうのうりょくたいけつ！) España: «Abra y el enfrentamiento psíquico» Hispanoamérica: «Abra y el duelo psíquico»                        | 26 de agosto de 1997     | 6 de octubre de 1998     | Desconocido Desconocido                         |
| Ash, Misty y Brock llegan a Ciudad Azafrán tras tener varios encuentros con una misteriosa niña. Ciudad Azafrán es un lugar de entrenadores que practican muy fuertemente sus poderes telequinéticos, para poder controlar a sus Pokémon psíquicos. Ash decide ignorar este hecho y enfrentar a Sabrina, la Líder del Gimnasio Azafrán, sin embargo es derrotado, y encerrado junto con sus amigos en una casa de muñeca. Con ayuda de un misterioso hombre logran escapar, él les recomienda no enfrentar a Sabrina, pero ante la insistencia de Ash, le sugiere atrapar un Pokémon fantasma en Ciudad Lavanda. |    | |                          |                          |                                                 |
| 23 | 22 | «¡Captura en la Torre Pokémon!» «Pokemon Tawā de Getto da ze!» (ポケモンタワーでゲットだぜ!) España: «La torre del terror» Hispanoamérica: «La torre del terror»                                                       | 2 de septiembre de 1997  | 7 de octubre de 1998     | Desconocido Desconocido                         |
| Una vez llegan a Ciudad Lavanda, Ash, Misty y Brock tardan un tiempo en entrar a la Torre del Terror, debido al miedo que les genera. El Equipo Rocket está esperándolos dentro para tenderles una trampa, sin embargo resultan víctimas de los ataques Gastly. A pesar de escuchar los gritos del Equipo Rocket desde afuera, deciden entrar, pero ante los primeros ataques de los Pokémon fantasmas huyen, y Misty y Brock deciden no entrar más. Ash lo intenta una vez más y se enfrenta con valentía a los Pokémon fantasma, pero Haunter termina convirtiendo a Ash y a Pikachu en fantasmas. Ash se da cuenta de que los Pokémon fantasmas solo quieren divertirse, y lo hacen a través de las bromas y las burlas. Regresan a sus cuerpos, se despiden de los Pokémon fantasma y Ash se propone enfrentar a Sabrina nuevamente con la ayuda de Haunter como Pokémon Acompañante. |    | |                          |                          |                                                 |
| 24 | 23 | «¡Fantasma VS psíquico!» «Gōsuto VS Esupā!» (ゴーストVSエスパー！) España: «Haunter versus Kadabra» Hispanoamérica: «Haunter contra Kadabra»                                                                           | 9 de septiembre de 1997  | 8 de octubre de 1998     | Desconocido Desconocido                         |
| Ash vuelve a Ciudad Azafrán a enfrentar a Sabrina, pero cuando va a luchar contra Kadabra, Haunter no aparece y se ven obligados a huir. Misty y Brock resultan capturados, por lo que Ash debe rescatarlos. Una vez más Haunter no aparece, y Pikachu lucha en su lugar pero Kadabra lleva la ventaja. Haunter irrumpe en medio de la batalla, y tras hacer una serie de bromas hace reír a Sabrina a carcajadas. Por estar conectada telequinéticamente a Kadabra, este se ríe también sin poder luchar, y Pikachu es declarado ganador de la batalla. El alter ego de Sabrina desaparece y Misty y Brock son liberados. |    | |                          |                          |                                                 |
| 25 | 24 | «¡No te enojes Okorizaru!» «Okoranai de ne Okorizaru!» (おこらないでねオコリザル！) España: «Primeape se vuelve loco» Hispanoamérica: «Primeape se vuelve loco»                                                        | 16 de septiembre de 1997 | 9 de octubre de 1998     | Desconocido Desconocido                         |
| Ash y sus amigos se dirigen a Ciudad Azulona y encuentran un Mankey en el camino. Ash intenta capturarlo pero solo lo hace enojar, Mankey le quita su gorra oficial de la Expo de la Liga Pokémon. Mientras intenta recuperar su gorra, aparece el Equipo Rocket y el Mankey evoluciona a Primeape muy enojado. Luego de una intensa batalla, Ash logra deshacerse del Equipo Rocket, recuperar su gorra y capturar a Primeape con la ayuda de Charmander. |    | |                          |                          |                                                 |
| 26 | 25 | «Erika y Kusaihana» «Erika to Kusaihana» (エリカとクサイハナ) España: «Perfume Pokémon» Hispanoamérica: «Aromas Pokémon»                                                                                               | 23 de septiembre de 1997 | 12 de octubre de 1998    | Desconocido Desconocido                         |
| Ash y sus amigos llegan a Ciudad Azulona, especializada en la fabricación y venta de perfumes. Ash desprecia abiertamente los perfumes y se gana inmediatamente la enemistad con las personas de la Ciudad que lo expulsan del lugar y no lo dejan competir en el gimnasio. El Equipo Rocket se aprovecha de la situación y engañan a Ash con el pretexto de ayudarlo a entrar sin que lo noten, pero sus verdaderas intenciones son robar la fórmula secreta del perfume de Ciudad Azulona. Ash es descubierto pero Erika, la Líder del Gimnasio acepta luchar contra él. En medio de la batalla, el Equipo Rocket irrumpe en el gimnasio y lo hace explotar. Entre todos ayudan a evacuar el gimnasio y rescatar a los Pokémon. Ash se gana el respeto de Erika por su valentía y recibe su medalla de Ciudad Azulona, Luego Erika explica que el perfume que ha sido robado por el Equipo Rocket era falso. |    | |                          |                          |                                                 |
| 27 | 26 | «¡¿Sleeper y el hipnotismo pokémon?!» «Surīpā to Pokemon gaeri!?» (スリーパーとポケモンがえり！？) España: «Siesta hipnótica» Hispanoamérica: «La siesta de Hypno»                                                     | 30 de septiembre de 1997 | 13 de octubre de 1998    | Desconocido Desconocido                         |
| Ash, Misty y Brock llegan a una nueva ciudad, en la cual han desaparecido muchos niños recientemente. Deciden investigar y descubren que los Pokémon del Centro Pokémon se comportan de manera extraña. Junto con la oficial Jenny rastrean unas ondas de sueño, generadas por un hypno que utilizaban los miembros del Club Amantes del Pokémon para combatir su insomnio, y descubren que estas ondas están causando efectos colaterales en los Pokémon y en los niños. Finalmente logran recuperar a los niños y a los Pokémon con la ayuda de las ondas de Drowzee. |    | |                          |                          |                                                 |
| 28 | 27 | «¡Rokon! ¡Enfrentamiento de criadores!» «Rokon! Burīdā taiketsu!» (ロコン！ブリーダーたいけつ！) España: «La última moda pokémon» Hispanoamérica: «Moda Pokémon»                                                       | 7 de octubre de 1997     | 14 de octubre de 1998    | Desconocido Desconocido                         |
| Ash, Misty y Brock se encuentran en la calle tijera en donde el Equipo Rocket ha inaugurado un salón de belleza Pokémon. Brock encuentra el salón de masajes de Suzy, conocida como una de las mejores criadoras Pokémon en el mundo. Brock le pide que lo tome como su alumno, pero ella le dice que la crianza toma todo su tiempo y no suele tomar alumnos. Ash y Misty comienzan a discutir sobre qué es más importante, si la belleza interior o exterior de un Pokémon. Misty se va enojada al Salón de Belleza Rocket y una vez allá es capturada por el Equipo Rocket. El Psyduck de Misty logra alertar a los demás que acuden a rescatarla. Entre todos logran derrotarlos y le dan una lección a las personas de la ciudad, Suzy recupera su confianza y Brock se queda a cargo de Vulpix. |    | |                          |                          |                                                 |
| 29 | 28 | «¡Pokémon peleador! ¡Gran batalla!» «Kakutō Pokemon! Dai Batoru!» (かくとうポケモン！だいバトル！) España: «El Pokémon Boxeador» Hispanoamérica: «El Pokémon Golpeador»                                                | 14 de octubre de 1997    | 15 de octubre de 1998    | Desconocido Desconocido                         |
| Ash intenta capturar a un Hitmonchan que cree salvaje, pero luego de que Hitmonchan derrota a Pikachu se da cuenta de que tiene entrenador. Rebecca es la hija de ese entrenador y quiere que su padre abandone su obsesión por entrenar a Hitmonchan y ganar el Grand Prix P1. A petición de Rebecca, Ash y Brock se inscriben en el Grand Prix P1 para derrotar al Hitmonchan de su padre y logar que vuelva a casa. En una de las batallas, Hitmonchan corre peligro por lo que Rebecca entra al ring para evitar que sigan hiriendo a Hitmonchan, el padre de Rebecca advierte el peligro que esta corre y entra también al ring para evitar que resulte lastimada. Renuncia al torneo, pide disculpas a Rebecca y le promete volver a casa. Finalmente Primeape gana el Grand Prix P1 al derrotar al Hitmonlee que el Equipo Rocket robó para participar ilegalmente. Ash deja a Primeape al cuidado del padre de Rebecca para que lo entrene como luchador. |    | |                          |                          |                                                 |
| 30 | 29 | «¿¡Coil sueña con los ratones eléctricos!?» «Koiru wa denki Nezumi no Yume o miru ka!?» (コイルはでんきネズミのユメをみるか！？) España: «Saltan chispas por Magnemite» Hispanoamérica: «Hurra por Magnemite»          | 21 de octubre de 1997    | 16 de octubre de 1998    | Desconocido Desconocido                         |
| Apenas Ash y sus amigos llegan a Ciudad Grisácea, una gran ciudad industrial muy contaminada. Pikachu empieza a sentirse mal. Lo llevan al Centro Pokémon pero ocurre una falla eléctrica, por lo que Ash, Misty, Brock y Pikachu van a la plata de energía a investigar. Allí se encuentran con un Magnemite que parece sentirse atraído por el campo magnético que genera Pikachu al estar enfermo, pero a Pikachu no le agrada. Magnemite se aleja y aparecen unos Grimer y un Muk, causantes de la falla en la planta eléctrica. Pikachu intenta enfrentarlos pero son muchos y está muy débil, en ese momento aparecen muchos Magnemite y Magneton en su ayuda, derrotan a los Grimer y Ash captura al Muk. |    | |                          |                          |                                                 |
| 31 | 30 | «¡lleno de Digda!» «Diguda ga Ippai!» (ディグダがいっぱい！) España: «Aplasta a esos Diglett» Hispanoamérica: «Saquen a esos Diglett»                                                                                  | 28 de octubre de 1997    | 19 de octubre de 1998    | Desconocido Desconocido                         |
| Ash, Misty y Brock se dirigen al siguiente gimnasio, cuando escuchan una tremenda explosión en las montañas. Se acercan a investigar y descubren un gran desastre en una zona de construcción, en donde intentan hacer una represa, pero los Digletts del lugar lo impiden creando miniterremotos constantemente. El capataz de construcción ofrece una recompensa a quien pueda detenerlos y aparece Gary Oak, el rival de Ash. Ni los Pokémon de Gary, ni los de Ash, ni los de ningún otro entrenador quieren enfrentarse a los Digletts. Ash, Misty, Brock y el capataz de construcción, siguen a los Digletts durante la noche, y descubren que junto con los Dugtrio, los Digletts cuidan los bosques por donde ha de pasar la represa. El capataz entiende por qué han saboteado la construcción y decide cancelar la obra. Justo cuando van a retirarse, aparece el Equipo Rocket para enfrentarse a Ash, con sus Pokémon recién evolcionados, Arbok y Weezing, sin embargo son derrotados por los Digletts y los Dugtrio. |    | |                          |                          |                                                 |
| 32 | 31 | «¡Enfrentamiento ninja en Sekichiku!» «Sekichiku ninja taiketsu!» (セキチクにんじゃたいけつ！) España: «El pokénfrentamiento ninja» Hispanoamérica: «El duelo pokémon ninja»                                           | 4 de noviembre de 1997   | 20 de octubre de 1998    | Desconocido Desconocido                         |
| Ash, Misty y Brock llegan a una misteriosa mansión ninja en medio del bosque, la cual resulta ser el gimnasio de Ciudad Fucsia. Luego de caer en varias trampas, encuentran a una chica llamada Aya quien reta a Ash a un duelo contra su Venonat. Ash elige a Bulbasaur y logra derrotarla, pero luego debe enfrentarse a Koga, el Líder del Gimnasio. Koga también elige un Venonat para luchar, pero evoluciona a Venomoth durante la batalla y derrota al Pidgeoto de Ash. Cuando Ash elige a Charmander como su segundo Pokémon, el Equipo Rocket interrumpe la batalla para robar los pokémon de la mansión, sin embargo el Psyduck de Misty los derrota a todos. Finalmente Ash y Koga reanudan la batalla, esta vez Golbat contra Charmander, y Charmander resulta vencedor, con lo que Ash obtiene su Medalla Alma. |    | |                          |                          |                                                 |
| 33 | 32 | «¡La gran carrera de los pokémon de fuego!» «Honō no Pokemon dai Rēsu!» (ほのおのポケモンだいレース！) España: «La llama Pokémon-Athon» Hispanoamérica: «La gran carrera»                                              | 11 de noviembre de 1997  | 21 de octubre de 1998    | Desconocido Desconocido                         |
| Ash, Misty y Brock llegan a la Reserva Pokémon, y sin saber que está prohibida la captura de Pokémon en esa área, Ash intenta capturar un Tauros pero un Growlithe lo impide. Aparece Lara Laramie y les informa que están en la reserva Pokémon y que Growlithe garantiza que ningún Pokémon sea atrapado ilegalmente, pero luego de las advertencias los invita a una fiesta en la noche, y a la gran carrera Pokémon. Dario, el rival de Lara en las carreras hace una alianza con el Equipo Rocket para ganar la carrera a toda costa, a cambio de permitirles la entrada al Clan Laramie. El Equipo Rocket sabotea la tranquilidad del rebaño de Tauros de Lara, y cuando ella intenta camarlos su Ponyta, alterado también, la hace caer. Lesionada se le hace imposible competir en la carrera, por lo que pide a Ash que compita con su Ponyta por ella. El Equipo Rocket sabotea toda la carrera, pero son derrotados. El Ponyta de Lara evoluciona a Rapidash, con lo que Ash logra alcanzar al Dodrio de Darío y gana la carrera. |    | |                          |                          |                                                 |
| 34 | 33 | «La canción de cuna de Garura» «Garūra no komori uta» (ガルーラのこもりうた) España: «El niño Kanghaskan» Hispanoamérica: «El chico Kangaskhan»                                                                        | 18 de noviembre de 1997  | 22 de octubre de 1998    | Desconocido Desconocido                         |
| Ash, Misty y Brock, llegan al área de reserva de la Zona de Safari. Ash intenta capturar a un Pokémon pero es detenido por la oficial Jenny, quien le informa que no pueden atrapar Pokémon allí. La oficial detecta en su radar a unos cazadores ilegales y va a detenerlos, Ash, Misty y Brock la acompañan y descubren que se trata del Equipo Rocket. Justo cuando el Equipo Rocket está a punto de capturar a una manada de Kangaskhan, aparece un misterioso niño vestido con pieles, los libera y junto con los Kangaskhan derrotan al Equipo Rocket. Ese niño resulta ser Tomy, cuyos padres han estado buscándolo por años, luego de haberlo perdido en el Safari. La primera vez que se encuentran Tomy no los recuerda, pero luego de que su padre le diera un golpe en la cabeza comienza a recordar a su madre. Tomy entra en un dilema de qué hacer, puesto que fue criado por los Kangaskhan, a quienes considera sus padres, pero sus pensamientos se ven interrumpidos por el Equipo Rocket que sigue intentando cazar a los Kangaskhan. Entre todos intentan detenerlos pero justo cuando el Equipo Rocket parece estar a punto de ganar, los padres de Tomy se sacrifican para derrotarlos. Tomy llora creyéndolos muertos, pero sus padres sobreviven y deciden quedarse con él y los Kangaskhan. |    | |                          |                          |                                                 |
| 35 | —  | «La leyenda de Miniryu» «Miniryū no densetsu» (ミニリュウのでんせつ) | 25 de noviembre de 1997  | No emitido               | No emitido                                      |
| Ash, Misty y Brock llegan cantando a la Zona Safari y se encuentran con Kaiza, el guardia del Safari, quien les da Safaribolas y cañas de pescar para la captura de los Pokémon. Estando aún en el recinto descubren que alguna vez existió un Dratini en el Safari, pero luego de que cientos de cazadores intentaran capturarlo, se crearon reglas más estrictas para la captura en el Safari. El Equipo Rocket se entera de estas noticias y planean capturar al Dratini y a todos los Pokémon del Safari, para despistar de sus verdaderas intenciones, retan a Ash a atrapar la mayor cantidad de Pokémon. Mientras Ash intenta capturar Pokémon, el Equipo Rocket tortura a Kaiza para que les diga dónde está Dratini. Finalmente lo encuentran, pero Kaiza ha ido a pedir ayuda a Ash y sus amigos que corren a detener al Equipo Rocket. Jessie lanza una bomba al fondo del lago donde vive el Dratini, y Kaiza, Ash y Staryu nadan al fondo para evitar que explote. Dratini evoluciona a Dragonair, salva a Ash y el Equipo Rocket es derrotado. |    | |                          |                          |                                                 |
| 36 | 34 | «Tormenta en el camino de bicicletas» «Arashi no Saikuringu Rōdo» (あらしのサイクリングロード) España: «La banda de la bici del puente» Hispanoamérica: «La banda del puente»                                          | 2 de diciembre de 1997   | 23 de octubre de 1998    | Desconocido Desconocido                         |
| Ash, Misty y Brock intentan llegar a Ciudad Soleada cruzando un gran puente, sin embargo el puente está en construcción y solo está disponible la ruta ciclista. Dado que no tienen dinero para comprar bicicletas, se dirigen al Centro Pokémon y Joy les presta las bicicletas del centro para que lleven medicinas a Ciudad Soleada. Durante el trayecto se ven obligados a enfrentarse a la banda del puente, quienes además son admiradores de Jessie y James, pero no logran capturarlos en el momento. Ash, Misty y Brock siguen manejando a través de una tormenta y el Equipo Rocket es presionado por los miembros de la banda del puente a hacer lo mismo. Cuando están a punto de enfrentarse, un puente levadizo separa el camino, ambos grupos saltan, pero solo Ash, Misty y Brock logran cruzar el puente. Cuando los miembros de la banda se enteran de que han hecho todo eso por ayudar a un Pokémon enfermo, se sienten muy admirados y los ayudan a terminar su tarea. |    | |                          |                          |                                                 |
| 37 | 35 | «Metamon y la chica imitadora» «Metamon to Monomane musume» (タモンとものまねむすめ) España: «La misteriosa mansión de Ditto» Hispanoamérica: «La misteriosa mansión Ditto»                                            | 9 de diciembre de 1997   | 26 de octubre de 1998    | Desconocido Desconocido                         |
| Ash y sus amigos llegan a una misteriosa mansión para resguardarse de la lluvia. Allí se encuentran a un Ditto y a su entrenadora Duplica, quien reta a Ash a un duelo por menospreciar el poder de transformación de Ditto. Los chicos descubren que Ditto no solo imita la apariencia, sino también los poderes de los otros pokémon. Además reconocen el talento de Duplica al estudiar y recordar los ataques de todos los pokémon, y planear estrategias acertadas. Sin embargo, Duplica solo quiere ser una estrella y ayudar Ditto a transformar también su rostro. El Equipo Rocket roba a Ditto, y lo presionan para que haga imitaciones perfectas hasta que Ditto logra transformar su rostro. Entre Ash, Misty, Brock y Duplica logran rescatar a Ditto y vencer al Equipo Rocket. |    | |                          |                          |                                                 |
| 38 | —  | «Dennō Senshi Porygon» «Dennō Senshi Porygon» (でんのうせんしポリゴン) | 16 de diciembre de 1997  | No emitido               | No emitido                                      |
| El Sistema de Transferencia Pokémon de Ciudad Matcha, está presentando errores y no envía los pokémon correctamente. Ash y sus amigos van a investigar al laboratorio del profesor Akihabara, creador del Sistema de Transferencia Pokémon. El profesor descubrió que unos intrusos entraron en el mundo virtual del Sistema de Transferencia y están robando los pokémon. Envía en contra de su voluntad a Ash, Misty y Brock junto con su Porygon a detener a los intrusos y a obligarlos a salir del mundo virtual, puesto que la vida de los humanos corre peligro allí. Los intrusos resultan ser el Equipo Rocket, quienes intentan luchar contra Ash, Misty y Brock dentro del mundo virtual, pero luego deben huir todos, puesto que un antivirus activado desde el Centro Pokémon los persigue para destruirlos. Todos logran huir con éxito y reactivan el canal de transferencia Pokémon, sin embargo, en el Centro Pokémon creen que el Sistema se arregló gracias al antivirus. |    | |                          |                          |                                                 |
| 39 | 36 | «El bosque de Pikachu» «Pikachū no mori» (ピカチュウのもり) España: «El adiós de Pikachu» Hispanoamérica: «Adiós Pikachu»                                                                                              | 16 de abril de 1998      | 20 de noviembre de 1998  | Desconocido Desconocido                         |
| Pikachu encuentra un grupo de Pikachus salvajes en medio del bosque y trata de ser aceptado, al principio los Pikachu huyen pero luego se dan cuenta de que es como ellos y lo aceptan. Los Pikachu temen a los humanos por lo que Ash, Misty y Brock se mantienen alejados de ellos, y Ash se entristece pensando en la posibilidad de dejar a Pikachu con ellos. El Equipo Rocket captura a todos los Pikachu, pero logran escapar con ayuda de Pikachu, Ash, Misty y Brock. Ash decide dejar a Pikachu, pero Pikachu se despide de sus amigos Pikachu y se queda con Ash. |    | |                          |                          |                                                 |
| 40 | 37 | «Los cuatro hermanos Eievui» «Ībui Shi kyōdai» (イーブイ４きょうだい) España: «Los combatientes hermanos Eevee» Hispanoamérica: «Los belicosos hermanos Eevee»                                                         | 16 de abril de 1998      | 27 de octubre de 1998    | Desconocido Desconocido                         |
| Ash, Misty y Brock encuentran un Eevee abandonado en el bosque y deciden regresarlo a su dueño. Llegan a la mansión de los hermanos Eevee, y se encuentran con una fiesta en la que todos los invitados evolucionan a sus Pokémon con las rocas de evolución. El Eevee pertenece a Mikey, el menor de los hermanos, quien está siendo presionado por sus hermanos mayores para evolucionar a su Eevee, pero Mikey no quiere evolucionarlo y no está interesado en las peleas. Cuando está a punto de confesarle eso a sus hermanos, el Equipo Rocket aparece en la fiesta para robarse todos los Pokémon, las rocas de evolución y la comida. Sin embargo, el Horsea de Misty deja un rastro de tinta por el cual los encuentran y luego de una batalla múltiple, Mikey consigue derrotar al Equipo Rocket con su Eevee. |    | |                          |                          |                                                 |
| 41 | 38 | «¡Despierta! ¡Kabigon!» «Okiro! Kabigon!» (おきろ！カビゴン！) España: «Despierta Snorlax» Hispanoamérica: «Despierta Snorlax»                                                                                         | 23 de abril de 1998      | 28 de octubre de 1998    | Desconocido Desconocido                         |
| Ash, Misty y Brock llegan muy hambrientos a una ciudad, pero no encuentran allí nada que comer, el río se ha secado y los cultivos escasean. Ash, Misty y Brock deciden ir a investigar, y encuentran a un Snorlax dormido bloqueando el paso del agua. Intentan en vano despertarlo, incluso el Equipo Rocket lo intenta en vano, pero luego descubren que el sonido de la Pokeflauta es lo único capaz de despertarlo y corren a buscar a un anciano que toca la Pokeflauta, a quien habían conocido previamente de camino a la ciudad. El anciano lo despierta y Snorlax se come todas las espinas que junto a él bloqueaban el paso del agua, luego el río vuelve a la normalidad. |    | |                          |                          |                                                 |
| 42 | 39 | «¡Enfrentamiento! ¡Gimnasio Pokémon!» «たいけつ！ポケモンジム！» (Taiketsu! Pokémon Jimu!) España: «Enfrentamiento en Ciudad Tenebrosa» Hispanoamérica: «Duelo en Ciudad Oscura»                                       | 30 de abril de 1998      | 29 de octubre de 1998    | Desconocido Desconocido                         |
| Ash, Misty y Brock llegan a Ciudad Oscura, en donde los ciudadanos viven temerosos de los entrenadores Pokémon, gracias a la guerra que hay entre los entrenadores del Gimnasio Kaz y el Gimnasio Yas. Ambos gimnasios quieren convertirse en el gimnasio principal de la Ciudad Oscura para ganar dinero, fama y prestigio, pero no entienden que los Pokémon son más que herramientas para sus luchas callejeras. Ash, Misty y Brock se niegan a parcializarse por un bando y deciden darles una lección. Antes de la llegada del Inspector de la Liga Pokémon, ambos gimnasios se enfrentan a un duelo en las calles y Ash y los demás los bañan con salsa de tomate en medio de la pelea, aprovechándose de la debilidad de Electabuzz y Scyther por el color rojo. Los Gimnasios Kaz y Yas deciden unirse solo para vencer a Ash y sus amigos, pero en ese momento la inspectora encubierta de la Liga Pokémon los detiene, y les dice que solo podrán abrir el gimnasio si enmiendan sus acciones, con lo que ambos bandos se arrepienten y trabajan juntos en la reconstrucción de la ciudad. |    | |                          |                          |                                                 |
| 43 | 40 | «¡La gran marcha del escuadrón Nassy!» «Nasshī-gundan daikōshin!» (ナッシーぐんだんだいこうしん！) España: «La marcha del escuadrón Exeggutor» Hispanoamérica: «La marcha del escuadrón Exeggutor»                     | 7 de mayo de 1998        | 30 de octubre de 1998    | Desconocido Desconocido                         |
| Ash, Misty y Brock llegaron a una ciudad en pleno Carnaval. En medio de la fiesta, Misty conoce al mago Melvin quien le pide que sea su asistente en su espectáculo. Ash y Brock también van al espectáculo pero resulta ser bastante malo por lo que los chicos le ofrecen su ayuda para mejorar. Melvin usa el poder hipnótico de Exeggcute para controlar a Ash y lo hace derrotar muchos Exeggutor para él, el Equipo Rocket intenta robarlos, pero el Exeggcute de Melvin evoluciona a Exeggutor e hipnotiza al Equipo Rocket, luego todos los Exeggutor usan el poder hipnótico entre ellos y confundidos corren en estámpida hacia el Carnaval. Melvin pide disculpas a Ash y le pide ayuda, puesto que ya no puede controlar a los Exeggutor. Ash intenta detenerlos con su Charmander pero son demasiados, por lo que Melvin usa su truco mágico de fuego y finalmente logran detenerlos. Luego de tanto esfuerzo, el Charmander de Ash, evoluciona a Charmeleon. |    | |                          |                          |                                                 |
| 44 | 41 | «Paras y Parasect» «Parasu to Parasekuto» (パラスとパラセクト) España: «El problema con Paras» Hispanoamérica: «El problema con Paras»                                                                                 | 14 de mayo de 1998       | 13 de febrero de 1999    | Desconocido Desconocido                         |
| Ash y sus amigos llegan al Pueblo del Hongo Verde a buscar provisiones, allí conocen a Casandra, una curandera muy abnegada que espera que su Paras evolucione a Parasect y usar sus esporas en nuevas pociones. Sin embargo, su Paras no tiene nada de confianza en sí mismo por lo que le pide ayuda a Ash para que luchen en batallas en las que Paras pueda vencer. El Equipo Rocket también ayuda a Paras a entrenar, puesto que Casandra había curado previamente a Meowth y este se enamora de ella. Charmeleon no estaba dispuesto a perder pero aun así Paras logra vencerlo y evoluciona a Parasect. |    | |                          |                          |                                                 |
| 45 | 42 | «¡Canta! ¡Purin!» «Utatte! Purin!» (うたって！プリン！) España: «La canción de Jigglypuff» Hispanoamérica: «La canción de Jigglypuff»                                                                                  | 21 de mayo de 1998       | 20 de febrero de 1999    | Desconocido Desconocido                         |
| Ash, Misty y Brock encuentran a un Jigglypuff afligido por no poder cantar. Brock le da un fruto especial que alivia su garganta y Jigglypuff comienza a cantar, pero todos se quedan dormidos por el gran poder somnífero de su canto. Esto molesta a Jigglypuff, por lo que Ash y sus amigos comienzan a buscar a alguien que pueda escuchar completa la canción de Jigglypuff sin dormirse. Deciden llevarlo a Ciudad Neón, donde la gente no duerme, pensando que estos podrán mantenerse despiertos, pero también se ven vencidos ante el canto de Jigglypuff. Jigglypuff se va enojado, pero los habitantes de Ciudad Neón descansan y se vuelven más amables. |    | |                          |                          |                                                 |
| 46 | 43 | «¡¿Resurrección?! ¡Pokémon Fósil!» «Fukkatsu!? Kaseki Pokemon!» (ふっかつ！？かせきポケモン！) España: «El ataque de los pokémon prehistóricos» Hispanoamérica: «El ataque de los pokémon prehistóricos»               | 28 de mayo de 1998       | 6 de marzo de 1999       | Desconocido Desconocido                         |
| Ha corrido un rumor de que en el Cañón Agüero se encuentran fósiles de Pokémon, por lo que cientos de personas han estado cavando por horas tratando de encontrar un fósil de Pokémon, entre ellos Gary y el Equipo Rocket. El Equipo Rocket enterró un montón de dinamita para volar todo el cañón y quedarse con todos los fósiles Pokémon, Ash y Squirtle intentan detenerlos pero no logran alcanzar la mecha, finalmente la dinamita estalla, y junto al Equipo Rocket, Ash y Pikachu caen en un abismo. Dentro de la cueva, encuentran varios Pokémon que se creían extintos, intentan luchar contra ellos pero no logran derrotarlos. Un Aerodactyl atrapa a Ash para comerlo, Charmeleon se enoja y evoluciona a Charizard y junto con el canto de Jigglypuff logran salvar a Ash. |    | |                          |                          |                                                 |
| 47 | 44 | «Los registros médicos de Lucky» «Rakkī no Karute» (ラッキーのカルテ) España: «Operación Chansey» Hispanoamérica: «Una operación Chansey»                                                                              | 4 de junio de 1998       | 6 de marzo de 1999       | Desconocido Desconocido                         |
| Pikachu se atora con una manzana en su garganta y no hay ningún Centro Pokémon cercano así que lo llevan a un hospital humano en donde lo ayudan. Ocurre un accidente con muchos pokémon heridos en un lugar cercano así que los llevan al hospital también. Ash y sus amigos se quedan a ayudar, los pokémon del Equipo Rocket también han resultado heridos así que también ellos se quedan a ayudar. Accidentalmente el doctor recibe una dosis de anestesia y Ash y los demás deben hacerse cargo de los heridos, el Equipo Rocket aprovecha para apoderarse de los pokémon, sin embargo Arbok y Weezing no quieren atacar a Chansey pues los ha curado. Finalmente el doctor despierta y el Equipo Rocket es derrotado. |    | |                          |                          |                                                 |
| 48 | 45 | «Gardie y Kojirō» «Gādi to Kojirō» (ガーディとゴジロウ) España: «Sagrado matrimonio» Hispanoamérica: «Santo matrimonio»                                                                                                | 11 de junio de 1998      | 13 de marzo de 1999      | Desconocido Desconocido                         |
| Los padres de James le han tendido una trampa, fingiendo su muerte para que vuelva a casa. James debe casarse con su prometida Jessiebelle, pero James no soporta las normas de etiqueta de la clasa alta y tampoco a Jessiebelle por lo que se niega a casarse. Cuando finalmente es capturado, logra escapar gracias a Growlie, el Growlithe de James. |    | |                          |                          |                                                 |
| 49 | 46 | «El pato de Kamonegi» «Kamonegi no Kamo» (カモネギのカモ) España: «Tan cerca y aun así tan Farfetch'd» Hispanoamérica: «Tan cerca y aun tan Farfetch'd»                                                                | 18 de junio de 1998      | 20 de marzo de 1999      | Desconocido Desconocido                         |
| Misty descansaba en el bosque cuando de pronto ve un Farfetch'd y comienza a seguirlo para capturarlo, en la carrera tropieza con un chico quien aprovecha para cambiarle la mochila sin que ella lo note y robar todos su Pokémon. Más adelante se las arregla para robar los pokémon del Equipo Rocket con la ayuda de su Farfetch'd, estos van a enfrentarlo y el finge pedir disculpas dándole una maleta llena de pokebolas, cuando el Equipo Rocket las abre, resultan ser todas Voltorb. Ash, Misty, Brock y la oficial Jenny lo encuentran en el bosque y lo retan a un duelo, el chico no quiere pelear porque piensa que su Farfetch'd es débil, pero Farfetch'd se enfrenta a Bulbasaur y lo derrota, luego Misty se enfrenta a él con Psyduck y logra vencer a Farfetch'd y recuperar los pokémon. |    | |                          |                          |                                                 |
| 50 | 47 | «¿¡Quién se quedará con Togepy!?» «Togepī wa dare no mono!?» (トゲピーはだれのもの！？) España: «¿Quién conseguirá quedarse con Togepi?» Hispanoamérica: «¿Quién se queda con Togepi?»                                 | 25 de junio de 1998      | 27 de marzo de 1999      | Desconocido Desconocido                         |
| Ash contacta al profesor Oak y con su ayuda actualiza su Pokedex. Mientras esperan que la cría Pokémon que empollan nazca, se dirigen a Isla Canela, pero el Equipo Rocket planea robarles el huevo. El Equipo Rocket logra engañarlos y quedarse con el huevo, que queda al cuidado de Meowth, pero Ash, Misty y Brock logran seguir el rastro y encontrarlos. En medio de una confusa batalla por el huevo, nace Togepi para el agrado de todos, pero luego no logran decidir quién debe quedarse con él. Deciden hacer un torneo Pokémon para decidir quién será el dueño de Togepi y Ash resulta vencedor, pero Togepi decide quedarse con Misty puesto que fue la primera persona que vio al nacer. |    | |                          |                          |                                                 |
| 51 | 48 | «El misterioso jardín floral de Fushigidane» «Fushigidane no fushigi no hanazono» (フシギダネのふしぎのはなぞの) España: «El jardín secreto de Bulbasaur» Hispanoamérica: «El jardín misterioso de Bulbasaur»          | 2 de julio de 1998       | 3 de abril de 1999       | Desconocido Desconocido                         |
| Camino al Gimnasio Canela, Ash tiene un duelo en el que Bulbasaur parece quedar lesionado, sin embargo solo se estaba preparando para evolucionar. Una manada de Bulbasaurs raptan al Bulbasaur de Ash, Pikachu lo ve todo y alerta a Ash de lo ocurrido. Siguen el flujo de polen hasta el Festival de Evolución y contemplan maravillados la evolución de cientos de Bulbasaurs, pero el Bulbasaur de Ash no quiere evolucionar, lo que enoja a los Ivysaur y al Venusaur líder. Ash interviene para defender a Bulbasaur, pero el diálogo es interrumpido por el Equipo Rocket que pretende raptar a todos los Pokémon. Bulbasaur los derrota con su potente Rayo Solar, rescata a todos los pokémon y recibe la comprensión de Venusaur. |    | |                          |                          |                                                 |
| 52 | 53 | «¡Pelea Feroz! Festival Pokémon de chicas» «Gekitō! Pokemon Hinamatsuri» (げきとう！ポケモンひなまつり) España: «Princesa contra princesa» Hispanoamérica: «Princesa contra princesa»                                  | 9 de julio de 1998       | 4 de septiembre de 1999  | Desconocido Desconocido                         |
| El día del Festival de la Princesa, las mujeres reciben muchos descuentos en todas las tiendas, promociones y eventos en su honor, lo que Jessie y Misty aprovechan con mucho entusiasmo para pesar de sus compañeros. Un Lickitung se come gran parte de las compras de Jessie, por lo que esta se molesta y lo captura. Jessie y Misty deciden participar como rivales en el Concurso para la Reina del Festival de la Princesa. El concurso no es solo un concurso de belleza sino que además deben ganar un torneo Pokémon. Misty toma prestados a Pikachu, Bulbasaur, Vulpix y usa su propio Staryu para completar su equipo de cuatro pokémon, mientras que Jessie usa a Arbok, el Weezing de James y a Meowth. En la batalla final, Misty y Jessie se enfrentan y cuando todos los pokémon de Jesse son derrotados por Pikachu, recuerda al Lickitung que acaba de capturar, y junto a él logra derrotar los Pokémon de Misty. el último Pokémon que le queda a Misty es Staryu y cuando va a usarlo, saca por error a Psyduck quien resulta inmune ante los ataques de Lickitung y gana la batalla con su ataque psíquico. Como premio, Misty ganó una Colección de Muñecas Princesas Pokémon y una fotografía con el famoso actor Fiorello Cappuccino. |    | |                          |                          |                                                 |
| 53 | 54 | «Todos juntos el día del niño» «Kodomo no hi da yo! Zenin shūgō!» (こどものひだよぜんいんしゅうごう) España: «El perfecto héroe» Hispanoamérica: «El Héroe Perfecto»                                                   | 9 de julio de 1998       | 11 de septiembre de 1999 | Desconocido Desconocido                         |
| Ash y sus amigos llegan a un pueblo justo el día del niño, y los recibe la maestra del jardín de niños pensando que son ellos los entrenadores que animarían a los niños, aunque no son ellos a quienes esperaban, Ash, Misty y Brock se ofrecen a ayudar. Cuando los niños están jugando con los Pokémon, llega el Equipo Rocket con un show de magia como engaño para robar a Pikachu, Timmy confunde al Meowth del Equipo Rocket con un Meowth salvaje que lo salvó de un Beedrill en el pasado, por lo que Meowth se hace pasar por él. Misty escucha a Meowth hablar, y cuando se ve descubierto huye, los niños lo siguen y termina conduciendo a Ash y a los demás a una trampa. En la batalla Timmy está a punto de ser aplastado por una gran roca, pero en ese momento aparece el Meowth salvaje y lo rescata nuevamente. |    | |                          |                          |                                                 |
| 54 | 49 | «El perro policía Gardie» «Keisatsuken Gādi» (けいさつけんガーディ) España: «El caso de la travesura K-9» Hispanoamérica: «El caso de la policía canina»                                                               | 16 de julio de 1998      | 10 de abril de 1999      | Desconocido Desconocido                         |
| Ash y sus amigos se encuentran un grupo de Policía Canina entrenando, y Ash se entusiasma con la idea de que Pikachu pueda entrenar como los Growtlithe por lo que decide participar con él en el entrenamiento. El Equipo Rocket intenta robar a todos los Growlithe policía, confundiendo su ofalto y la voz de sus entrenadores, pero finalmente los Growlithe reconocen a Jenny y Pikachu a Ash. |    | |                          |                          |                                                 |
| 55 | 50 | «Fotografiando a Pikachu» «Shattā chansu wa Pikachū» (シャッターチャンスはピカチュウ) España: «Paparazzi de Pokémon» Hispanoamérica: «Paparazzi Pokémon»                                                               | 23 de julio de 1998      | 17 de abril de 1999      | Desconocido Desconocido                         |
| Ash y sus amigos conocen en el bosque a Todd, un fotógrafo famoso por tomar las mejores fotos de Pokémon en su estado natural. Todd está interesado en tomar la mejor foto de Pikachu puesto que el Equipo Rocket disfrazado lo ha contratado para "capturar" a Pikachu, sin embargo todo es una confusión porque el Equipo Rocket no sabe que sus capturas se refieren a fotografías, ni Todd entendió que querían que realmente atrapara a Pikachu, siempre pensó que se trataba de una fotografía. El Equipo Rocket devela su identidad y capturan a Pikachu cuando luego de caer en una de sus trampas, están a punto de caer por una cascada. Todd ayuda a Ash y Bulbasaur derrota al equipo Rocket y libera a Pikachu, finalmente Ash y Todd se hacen amigos. |    | |                          |                          |                                                 |
| 56 | 51 | «¿¡Examen para el certificado pokémon!?» «Pokemon kentei shiken!?» (ポケモンけんていしけん！？) España: «El examen final» Hispanoamérica: «La prueba máxima»                                                           | 30 de julio de 1998      | 24 de abril de 1999      | Desconocido Desconocido                         |
| Ash, Jessie, James y la enfermera Joy de Ciudad Fucsia se presentan al examen de admisión de la Liga Pokémon. El examen teórico consta de dos partes, el primero es de tipo verdadero - falso para medir el conocimiento de los Pokémon, y el segundo consiste en identificar Pokémon. La enfermera Joy aprueba con muy altas calificaciones, Jessie es expulsada por su mal comportamiento durante el examen, mientras que James y Ash reprueban el examen. En la prueba práctica, deben enfrentarse al examinador, en un duelo con tres Pokémon elegidos al azar. James es expulsado por usar dos Pokémon a la vez. Curiosamente a Ash le tocan los Pokémon del Equipo Rocket, vence en la primera batalla con un Weezing pero luego el examinador derrota a su Arbok y a su Meowth. Meowth del Equipo Rocket va a ayudar al Meowth vencido y el examinador se da cuenta de que puede hablar e intenta capturarlo, Jesse y James se desenmascaran e intentan luchar contra el examinador, pero resultan derrotados. Por las interrupciones del Equipo Rocket, anuncian que van a repetir el examen desde el principio, pero Ash decide retirarse y ganar las medallas en batallas de gimnasio. |    | |                          |                          |                                                 |
| 57 | 52 | «El secreto de la guardería» «Sodateya-san no himitsu!» (そだてやのひみつ！) España: «El secreto del centro de crianza» Hispanoamérica: «El secreto del centro de entrenamiento»                                       | 6 de agosto de 1998      | 1 de mayo de 1999        | Desconocido Desconocido                         |
| Ash, Misty, Brock y Todd, van al Centro de Crianza Pokémon y Misty deja allí a su Psyduck a su cuidado. Paseando por la ciudad descubren un restaurante que sirve un bufet gratis a quien enseñe al dueño su Pokémon favorito, un Psyduck, Misty corre a buscar su Pokémon pero cuando llega al Centro de Crianza ya está cerrado. Desesperada por comer gratis, entra por la puerta trasera al Centro de Crianza junto a los demás, y allí descubren que todos los Pokémon están enjaulados, y el Centro de Crianza no es más que un fraude creado por Cassidy y Butch, otros miembros del Equipo Rocket. Todd toma varias fotografías para denunciarlos, pero mientras lo hacen, Jessie y James entran a robar los Pokémon sin saber que ya han sido robados por otros miembros del Equipo Rocket. Comienzan a discutir con Ash y los demás, y con el ruido que hacen son descubiertos por Cassidy y Butch, quienes fingen ante la oficial Jenny que estaban a punto de ser robados, incriminando a todos, solo Misty y Pikachu logran escapar. Misty vuelve al día siguiente para retirar a su Psyduck y mientras Cassidy lo busca, Pikachu entra a recuperar la cámara de Todd, luego van a la estación de policía y demuestra a la oficial Jenny que Ash, Brock y Todd son inocentes y capturan a los verdaderos criminales, Cassidy y Butch. |    | |                          |                          |                                                 |
| 58 | 55 | «¡Quema! ¡Gimnasio Guren!» «Moero! Guren Jimu!» (もえろ！グレンジム！) España: «A ver si aciertas éste» Hispanoamérica: «Descíframe esto»                                                                              | 13 de agosto de 1998     | 18 de septiembre de 1999 | Desconocido Desconocido                         |
| Ash, Misty y Brock se dirigen a Isla Canela y en el camino se encuentran a Gary, quien les dice que esa isla es netamente turística y que no hay gimnasio ahí. Ash se niega a creerle y continúa su camino pero una vez llega se da cuenta de que el Gimnasio ha sido abandonado, abundan los comercios y la isla está invadida de turistas atraídos por las playas, los hoteles y las aguas termales. En la Isla conocen a un hombre que les da constantes acertijos, y luego de buscar posada o comida sin éxito, acuden a su posada tras adivinar su acertijo. Mientras cenan, se enteran de que el Equipo Rocket está robando los pokémon del Laboratorio de Investigación Pokémon, pero Ash y Pikachu los derrotan. En agradecimiento, el hombre de los acertijos le revela que la ubicación secreta del gimnasio está dentro del volcán, una vez allí se revela él como Blaine, el líder del gimnasio. En su duelo contra Ash, el Ninetiles de Blaine derrota a Squirtle, Ash convoca a Charizard para luchar contra Rhyhorn, pero Charizard no le obedece, por lo que Rhyhorn es el vencedor, luego Pikachu lo derrota, pero finalmente parece que Magmar va a derrotar a Pikachu. |    | |                          |                          |                                                 |
| 59 | 56 | «¡Choque decisivo! ¡Gimnasio Guren!» «Kessen! Guren Jimu!» (けっせん！グレンジム！) España: «Pánico volcánico» Hispanoamérica: «Pánico volcánico»                                                                      | 20 de agosto de 1998     | 18 de septiembre de 1999 | Desconocido Desconocido                         |
| Ante el peligro que corre Pikachu en su batalla contra Magmar, Ash se retira. El Equipo Rocket planea secuestrar a Magmar pero en su intento, congelan todas las rocas del volcán causando grietas por donde puede salir una erupción. Magmar intenta cubrir la grieta pero no puede solo, Ash le pide a Charizard que lo ayude pero este no le hace caso sino hasta que ve que Magmar está desesperado intentando cubrir la grieta sin éxito. Onix, Geodude, Staryu, Squirtle y Pikachu también ayudan hasta que logran cerrar la grieta. Ash y Blaine tienen un duelo nuevamente, esta vez Charizard contra Magmar, y Charizard resulta vencedor con lo que Ash gana su medalla volcán. |    | |                          |                          |                                                 |
| 60 | 57 | «La isla de los Kamex» «Kamekkusu no shima» (カメックスのしま) España: «Durmiendo con Blastoise en la playa» Hispanoamérica: «El problema con Blastoise»                                                               | 27 de agosto de 1998     | 20 de septiembre de 1999 | Desconocido Desconocido                         |
| Ash y sus amigos están a punto de partir de Isla Canela cuando tropiezan con un Wartortle en apuros y van a ayudarles. Llegan al Reino Pokémon Tortuga, en donde viven todos los pokémon tortuga bajo el mandato de su líder Blastoise. Todos los pokémon están dormidos, Pikachu los despierta a todos con una descarga despertador, y los pokémon les explican que encontraron a Blastoise dormido dentro de su caparazón, luego de haber ido a nadar un día. Cuando se le acercaban, escuchaban una misteriosa música justo antes de dormirse también, Jigglypuff ha estado escondido dentro de uno de los cañones de Blastoise. El Equipo Rocket envía a Meowth a capturar a Blastoise pero se queda dormido con el canto de Jigglypuff, por lo que Jessie y James lo atraen con un gancho. Cuando despiertan se dan cuenta de que han secuestrado a Blastoise, bajo el liderazgo de Squirtle, todos los Wartortle y Squirtle deciden rescatarlo, pero terminan rescatando también al Equipo Rocket, los cuales se habían dormido con el canto de Jigglypuff y su submarino estaba innundado. Luego de despertar intentan capturar de nuevo a Blastoise pero resultan vencidos, y Jigglypuff duerme a todos con su canto. |    | |                          |                          |                                                 |
| 61 | 58 | «¡Gimnasio Hanada! ¡Enfrentamiento submarino!» «Hanada Jimu! Suichū no tatakai!» (ハナダジム！すいちゅうのたたかい！) España: «Misty la sirena» Hispanoamérica: «Misty la sirena»                                      | 3 de septiembre de 1998  | 23 de septiembre de 1999 | Desconocido Desconocido                         |
| El grupo se desvía a Ciudad Celeste para que Horsea descanse, y cuando llegan se enteran de que las hermanas mayores de Misty la han incluido como protagonista en el espectáculo de Ballet bajo el agua. Comienza el espectáculo y Misty, la sirena mágica, está siguiendo su papel a la perfección, en el momento en el que tienen que entrar sus hermanas interpretando a los villanos, el Equipo Rocket las suplanta para intentar robar los pokémon. Ash y Brock entre el público se dan cuenta de lo que ocurre y acuden en su ayuda, entre todos empiezan a luchar, finalmente Seal evoluciona a Dewgong y los derrota. |    | |                          |                          |                                                 |
| 62 | 59 | «Pippi VS Purin» «Pippi VS Purin» (ピッピVSプリン) España: «Cuentos de Clefairy» Hispanoamérica: «Una historia de Clefairy»                                                                                            | 10 de septiembre de 1998 | 25 de septiembre de 1999 | Desconocido Desconocido                         |
| De camino a Ciudad Verde, a Ash, Misty y Brock le roban sus mochilas en un pueblo en el que se detuvieron para comer helados. Muchas personas del pueblo reportan haber sido robadas, por lo que el Profesor Oswald comparte su teoría de que quien ha estado robando objetos son extraterrestres, el Equipo Rocket aparece en medio de la confusión para intentar robar a Pikachu, sin embargo no tienen éxito. Ash, Misty y Brock, acompañan al Profesor Oswald en la búsqueda de los extraterrestres y descubren que son Clefairy que han hurtado objetos para reconstruir su nave espacial, incluyendo a Pikachu como fuente de energía. Ash decide enfrentarlos para recuperar a Pikachu pero se le adelanta Jigglypuff y los derrota a todos, enojado por una tetera que accidentalmente los Clefairy dejaron caer sobre su cabeza. |    | |                          |                          |                                                 |
| 63 | 60 | «¡Gimnasio Tokiwa! ¡La última medalla!» «Tokiwa Jimu! Saigo no Bajji!» (トキワジム！さいごのバッジ！) España: «El combate de la medalla» Hispanoamérica: «La batalla por la medalla»                                   | 17 de septiembre de 1998 | 25 de septiembre de 1999 | Desconocido Desconocido                         |
| Ash vuelve a Ciudad Verde por su última medalla para poder participar en la Liga Pokémon, allí se encuentra a Gary quien se le adelanta para luchar contra el líder del Gimnasio. Mientras Ash intenta inúltimente burlar la vigilancia para poder entrar, pierden accidentalmente a Togepi que cae en manos del Equipo Rocket, estos lo llevan ante su jefe, Giovanni, pero él lo rechaza por no verle utilidad. Giovanni resulta ser el Líder del Gimnasio y derrota a Gary con un Pokémon misterioso, sin embargo debe salir de emergencia ante una noticia recibida y se lleva a este Pokémon con él, dejando a Jessie y James a cargo. Misty encuentra a Togepi pero también encuentran a Gary y sus chicas heridos tras la batalla y les advierte acerca del Pokémon misterioso, Jessie y James se presentan como Líderes del Gimnasio. Ash se enfrenta a Jessie sin saber que las plataformas del entrenador tienen un sistema que les hace sentir al entrenador el dolor que sufren sus Pokémon cuando son atacados, a pesar de eso y de que Jessie hace trampa usando más pokémon de los permitidos, Ash no se rinde y logra derrotar a Jessie. El gimnasio termina destruido por la bomba activada de James, Ash gana su medalla tierra y finalmente Gary reconoce que Ash es un buen entrenador, sin embargo advierte que nadie podrá ganarle al maligno Pokémon misterioso de Giovanni. |    | |                          |                          |                                                 |
| 64 | 61 | «Barrierd y el circo Pokémon» «Pokemon sākasu no Bariyādo» (ポケモンサーカスのバリヤード) España: «Es la hora de Mr. Mime» Hispanoamérica: «La hora de Mr. Mime»                                                       | 17 de septiembre de 1998 | 25 de septiembre de 1999 | Desconocido Desconocido                         |
| Ash va de regreso a Pueblo Paleta y en el camino choca contra una barrera invisible creada por un Mr. Mime, Ash quiere atraparlo pero en ese momento aparece una chica llamada Stella que también quiere atraparlo, sin embargo Mr. Mime escapa. Stella tiene un circo y quiere un Mr. Mime para motivar a su propio Mr. Mime que ante sus exigencias ha dejado de obedecerle. Brock se ofrece a ayudarla, y hace que Ash se disfrace de Mr. Mime para poner celoso al verdadero Mr. Mime, en medio del espectáculo el Equipo Rocket lo secuestra creyendo que es un verdadero Mr. Mime, la mamá de Ash, Delia Ketchum lo reconoce en el espectáculo e invita a Misty, Stella y Brock a comer a la casa. Un Mr. Mime llega luego a la casa de Ash y la madre de Ash lo confunde de él y lo alimenta, luego aparece el verdadero Ash y entre su madre y él lo convencen de ayudar a la gente del circo, pero en ese momento el Equipo Rocket ataca el circo, Stella ayuda a su Mr. Mime a huir y esto lo conmueve. Ash intenta ayudarlos pero Charizard no hace caso, el Mr. Mime de la madre de Ash comienza a crear un muro para detener al Equipo Rocket, y el Mr. Mime de Stella lo apoya. Finalmente el Equipo Rocket resulta derrotado, Stella se disculpa con Mr. Mime por haber sido tan estricta y este vuelve al circo. |    | |                          |                          |                                                 |
| 65 | 62 | «La Navidad de Rougela» «Rūjura no Kurisumasu» (ルージュラのクリスマス) España: «Navidades Jynx» Hispanoamérica: «Una Navidad con Jynx»                                                                                | 5 de octubre de 1998     | 11 de diciembre de 1999  | Desconocido Desconocido                         |
| La noche antes de Navidad, Ash encuentra un Jinx e intenta atraparla pero no lo logra dado que Jinx ya tiene un entrenador, Santa Claus. Jinx está extraviada e intenta regresar con Santa, por lo que Ash y sus amigos deciden ayudarla. El Equipo Rocket intenta atrapar a Jinx, porque Jessie cree que Jinx es la verdadera identidad de Santa por un episodio que tuvo en su infancia, además cree que Santa es un ladrón, pero mientras persiguen a los chicos que nadan hacia el Polo Norte, Ash se encuentra con un Lapras que al ver que sus intenciones son buenas, decide llevarlos con Santa Claus. Cuando están a punto de llegar, el Equipo Rocket les tiende una emboscada y se roban los regalos a pesar de que Jinx le aclara a Jessie el malentendido de su infancia. Antes de que escapen Lapras los detiene con un ataque Rayo Hielo, y todas las Jinx logran recuperar los regalos con su ataque psicoonda. |    | |                          |                          |                                                 |
| 66 | 63 | «Bivouac por Iwark» «Iwāku de Bibāku» (イワークでビバーク) España: «Salida de la nieve» Hispanoamérica: «Perdidos en la nieve»                                                                                         | 5 de octubre de 1998     | 18 de diciembre de 1999  | Desconocido Desconocido                         |
| Ash y sus amigos se pierden en una montaña nevada. Jessie, James y Meowth también están perdidos en ella. Ambos grupos se las ingenian para refugiarse en medio de la tormenta, sin embargo Ash y Pikachu se separan de Misty y Brock accidentalmente. Ash logra refugiarse con ayuda de sus pokémon en una cueva, luego les ordena entrar a su Poké Ball para que entren en calor, pero Pikachu se niega a hacerlo, los demás Pokémon salen también para darle calor. A la mañana siguiente se encuentran con Misty y Brock, quienes han encontrado el globo del Equipo Rocket con el que logran escapar de la montaña. |    | |                          |                          |                                                 |
| 67 | 64 | «¡Enfrentamiento entre rivales! El laboratorio de Ōkido» «Raibaru taiketsu! Ōkido kenkyūjo» (ライバルたいけつ！オーキドけんきゅうじょ) España: «Espectáculo en el Pokécorral» Hispanoamérica: «Duelo en el Pokécorral» | 8 de octubre de 1998     | 30 de septiembre de 1999 | Desconocido Desconocido                         |
| Ash, Misty y Brock van a visitar al Profesor Oak para que les hable de los Pokémon y de la Liga Pokémon, Gary también está allá y comienzan a discutir sobre quién es el mejor entrenador. Sin embargo, se dan cuenta de que ambos son buenos entrenadores, sin embargo cada quien tiene un estilo diferente de cuidar a sus Pokémon y de luchar en las batallas. El Profesor Oak les cuenta de su experiencia y les da un recorrido por todas las áreas del laborotario, mostrándoles todos los Pokémon que allí cohabitan. Gary y Ash muy motivados planean tener duelos para practicar para la Liga Pokémon, hasta que encuentran al Equipo Rocket haciendo estragos en el lugar. El Profesor Oak y Gary se asombran de ver por primera vez a un Meowth que habla, el Equipo Rocket intenta una vez más robar pokémon pero los Tauros de Ash los embisten y se lo impiden. Gary decide no tener la batalla en ese momento sino enfrentarse a Ash en la Liga Pokémon. |    | |                          |                          |                                                 |
| 68 | 65 | «Cuando Yadon se convierte en Yadoran» «Yadon ga Yadoran ni naru toki» (ヤドンがヤドランになるとき) España: «La solución de la evolución» Hispanoamérica: «La solución de la evolución»                                | 15 de octubre de 1998    | 30 de septiembre de 1999 | Desconocido Desconocido                         |
| Misty y Brock se van a las playas de Isla Espuma con la mamá de Ash, pero no dejan a Ash ir con ellos para que se quede en casa estudiando. Descontento va a ver al Profesor Oak y lo encuentra muy contrariado investigando acerca de la evolución de Slowpoke y Shelter en Slowbro. El Profesor Oak piensa consultar con el Profesor Westwood quien también está trabajando en esa investigación, y dado que vive en Isla Espuma Ash se ofrece a viajar hasta allá y contactarlo, como excusa para ir a la playa con Misty y Brock. Una vez en Isla Espuma, se encuentra con Misty y Brock, y juntos van a conocer al Profesor Westwood en su laboratorio y a ayudarlo en su investigación. Por otro lado, Giovanni les ha ordenado al Equipo Rocket robar el laboratorio del profesor Westwood, sin embargo el Profesor Westwood solo tiene al Slowpoke que estudia, por lo que el Equipo Rocket planea usar su Shelter para que evolucione y luego llevarle el Slowbro al jefe. Psyduck intenta defenderlo, pero finalmente Shelter muerde la cola de Slowpoke y ambos evolucionan en Slowbro, pero una vez evolucionado, Slowbro se defiende y derrota al Equipo Rocket, el Profesor Westwood comprende entonces que esta forma de evolución se da porque significa un beneficio para ambos pokémon. |    | |                          |                          |                                                 |
| 69 | 66 | «La leyenda del pikachu surfista» «Naminori Pikachū no densetsu» (なみのりピカチュウのでんせつ) España: «La Pikahuna» Hispanoamérica: «La Pikahuna»                                                                    | 22 de octubre de 1998    | 2 de octubre de 1999     | Desconocido Desconocido                         |
| Ash está en Isla Espuma entrenando para la Liga Pokémon cuando se enteran de que ya está próxima a llegar la Umungadunga, una ola muy grande por la que viajan surfistas de todo el mundo para poder montarla y dejar una marca tan alta como la del famoso surfista Jan. Ash comienza a surfear muy motivado pero una ola lo arrastra, le da un calambre y cuando está a punto de ser arrastrado por una ola aún más grande es salvado por un surfista llamado Víctor. Víctor los lleva a su cabaña para que Ash se recupere y les cuenta su historia, pero mientras lo hace el Equipo Rocket roba al Pikachu de Ash y a Puka, el Pikachu de Víctor. Cuando intentan escapar en su submarino, se topan con montones de Gyarados bajo el mar que están desovando y al verse amenazados por el Equipo Rocket, los atacan. Pikachu y Puka caen al mar pero son rescatados por Ash y Víctor, en ese momento llega la Umungadunga, y Víctor la monta con éxito, logrando alcanzar el banderín de Jan. |    | |                          |                          |                                                 |
| 70 | 67 | «Los Kusaihana del jardín botánico» «Shokubutsuen no Kusaihana» (しょくぶつえんのクサイハナ) España: «Haced sitio a Gloom» Hispanoamérica: «Hagan espacio para Gloom»                                                  | 29 de octubre de 1998    | 4 de octubre de 1999     | Desconocido Desconocido                         |
| Ash va al invernadero Xanadu de Pueblo Paleta para comprar fertilizante a su madre tras evitar a toda costa ayudarla con el cuidado del jardín. En el invernadero conocen a Potter quien les comenta que muchos entrenadores Pokémon llevan a sus pokémon tipo planta ahí porque les encanta, Ash libera a Bulbasaur quien comienza a oler las plantas muy contento hasta que por accidente huele una planta paralizadora. En ese momento conocen a Florinda quien con ayuda de su Gloom ayuda a Bulbasaur a recuperarse, Florinda les cuenta que el Invernadero siempre ha sido de su familia por generaciones, y ahora ella es la encargada pero teme no hacer bien su trabajo, de hecho intentó evolucionar a su Gloom pero no pudo. Luego contactan al Profesor Oak quien les revela que la piedra hoja que Florinda usó para intentar evolucionar a Gloom es falsa y descubren que se trata del Equipo Rocket que ahora se dedica a vender piedras evolutivas falsas. Los encuentran robando plantas en el invernadero y el Bulbasaur de Ash atrapa a Jesse y James, sin embargo Meowth les arroja algunas plantas paralizantes y los vence a todos. Brock y los demás animan a Florinda a atacar con su Gloom, dado que es la única que resultó ilesa, Florinda tiene muy poca confianza al principio pero entre todos la convencen y logra derrotar al Equipo Rocket, revelando que su Gloom es realmente muy poderoso. Finalmente Gloom los recupera a todos con su antídoto, Florinda le agradece a Brock por el apoyo que le dio y le comenta que ahora se siente más motivada a dirigir el invernadero, en especial si puede compartir esa tarea con alguien especial, Brock cree que se refiere a él pero en realidad se refería a su compañero Potter. |    | |                          |                          |                                                 |
| 71 | 68 | «¡Pokémon, la película!» «Pokemon za Mūbī!» (ポケモン・ザ・ムービー！) España: «Luces, cámara, cuacción» Hispanoamérica: «Luces, cámara, cuacción»                                                                     | 5 de noviembre de 1998   | 8 de octubre de 1999     | Desconocido Desconocido                         |
| Ash y sus amigos se encuentran con una compañía de cine que busca actores Pokémon para su nueva película. Los pokémon de Ash, Misty, Brock, Jessie, James y Katrina quedan preseleccionados en el casting como coprotagonistas con Wigglytuff, pero Wigglytuff es muy exigente y Psyduck es el último Pokémon que queda. El Equipo Rocket sabotea la grabación como venganza por el rechazo de sus pokémon pero son derrotados por Psyduck, quien resulta ser el héroe de la película. |    | |                          |                          |                                                 |
| 72 | 69 | «El A-E-I-O-U de Nyarth» «Nyāsu no aiueo» (ニャースのあいうえお) España: «Ve al oeste, joven Meowth» Hispanoamérica: «Ve al oeste Meowth»                                                                              | 12 de noviembre de 1998  | 9 de octubre de 1999     | Desconocido Desconocido                         |
| Ash y su madre Delia, Misty y Brock, reciben una invitación al estreno de la película "Pokemones enamorados" en Hollywood. El Equipo Rocket también va, aunque sin invitación. Meowth cuenta su historia de cuando fue a Hollywood en busca de helado y pollo frito. Aunque consiguió mucha comida, no consiguió el amor de Meowzy, la Meowth que amaba, ella solo estaba interesada en los humanos que podían comprarle todo lo que quisiera. Meowth aprendió a hablar y caminar en dos patas pero aun así Meowzy lo rechazó, por lo que Meowth dejó su banda para unirse al Equipo Rocket. Estando en Hollywood nuevamente, se encontró con su antigua banda y descubrió que Meowzy ahora era parte de ella, se unió a ellos en contra de su voluntad cuando su señora la abandonó, Meowth intenta liberarla pero ella rechaza nuevamente a Meowth y decide quedarse con el Persian que la recibió cuando estaba en desgracia. |    | |                          |                          |                                                 |
| 73 | 70 | «¡Entra el Shitennō Shiba!» «Shitennō Shiba tōjō!» (してんのうシバとうじょう！) España: «El naestro de lo Onixeperado» Hispanoamérica: «Dominando lo onixperado»                                                       | 19 de noviembre de 1998  | 11 de octubre de 1999    | Desconocido Desconocido                         |
| Ash y Brock admiran al famoso Entrenador Pokémon Bruno del Alto Mando y se enteran de que este entrena en el Monte Escondite, por lo que se dirigen allá para aprender de él. Se encuentran en el camino al Equipo Rocket que ha estado robando alimentos de una anciana, ella los derrota y les advierte a Ash y a sus amigos que podrían encontrarse con un Onix gigante. En el camino se lo encuentran y huyendo de él consiguen a Bruno y le piden ayuda en el entrenamiento. El accede a entrenarlos pero solo les pone tareas para su autocomplacencia, luego les revela que la razón por la que está en esa montaña es para atrapar al Onix gigante. El Equipo Rocket escucha esta confesión y decide ir por el Onix, pero quedan atrapados en una cueva y Ash y sus amigos los ayudan a escapar. Sin embargo Onix los ataca luego a ellos, Ash es salvado por Bruno en último momento, quien se enfrenta a Onix sin Pokémon y descubre que un Sandslash atascado entre sus rocas, lo saca y Onix accede a ser su Pokémon. |    | |                          |                          |                                                 |
| 74 | 71 | «¡Duelo feroz! Pokémon antiguos» «Gekitō! Chō kodai Pokemon» (げきとつ！ちょうこだいポケモン) España: «El antiguo rompecabezas de Pokémopolis» Hispanoamérica: «El misterio de Pokémopolis»                            | 26 de noviembre de 1998  | 14 de octubre de 1999    | Desconocido Desconocido                         |
| Pikachu y Vulpix abren accidentalmente la entrada a las ruinas de la ciudad perdida de Pokemópolis durante su entrenamiento. La antropóloga Eve ha estado investigando por años las reliquias de Pokemópolis y tratando de descifrar el misterio de una inscripción antigua en una tabla. El Equipo Rocket que estaba espiando en las cercanías, se da cuenta de la importancia del hallazgo y entran a la cueva a robar más reliquias, pero terminan activando el aparato negro y son absorbidos por él. El aparato negro libera a un Gengar gigante que comienza a destruir y absorber todo, mientras que la urna sobrenatural libera a un Alakazan gigante que comienza a luchar contra el Gengar. En su lucha parecen destruir todo y Eve entiende el significado de la inscripción antigua pero no saben cómo podrían detener a dos criaturas tan poderosas. Ash y Pikachu lo intentan con poco éxito hasta que aparece Jigglypuff y lo hacen cantar, sin embargo, siendo Jigglypuff tan pequeño comparado con estos Gengar y Alakazam no da resultado, aun así, el canto de Jigglypuff logra activar una última reliquia, una campana que libera a un Jigglypuff gigante, cuyo canto si fue capaz de vencer a Gengar y a Alakazam. |    | |                          |                          |                                                 |
| 75 | 72 | «El hueso de Garagara» «Garagara no Hone konbō» (ガラガラのホネこんぼう) España: «Malo hasta la médula» Hispanoamérica: «Malo hasta los huesos»                                                                        | 3 de diciembre de 1998   | 16 de octubre de 1999    | Desconocido Desconocido                         |
| De camino a la Liga Pokémon, Ash se encuentra con Otoshi, un entrenador quien lo reta a un duelo a cambio de sus ocho medallas, en principio Ash no acepta pero finalmente acepta el desafío, vence a su Marowak y gana. Otoshi revela que no tiene medallas que entregar porque el Equipo Rocket se las robó y Ash se ofrece a ayudarlo a recuperarlas, sin embargo Marowak se enoja y abandona a Otoshi. A escondidas de James y Meowth, Jessie se llevó las medallas para participar en la Liga Pokémon, pero estos las encuentran justo cuando estaba a punto de robarle las medallas a otro muchacho. Ash, Misty, Brock y Otoshi encuentran al Equipo Rocket, y los desafían, Jessie accede a devolver las medallas si la derrotan en un duelo, Otoshi se enfrenta a ella con Dodrio pero Arbok lo vence, sin embargo Marowak regresa, vence a Arbok y Otoshi recupera sus medallas. |    | |                          |                          |                                                 |
| 76 | 73 | «¡Fire! ¡La ceremonia de apertura de la Liga Pokémon!» «Faiyā! Pokemon Rīgu kaikaishiki!» (ファイヤー！ポケモンリーグかいかいしき！) España: «A todo gas» Hispanoamérica: «Todos prendidos»                            | 10 de diciembre de 1998  | 23 de octubre de 1999    | Desconocido Desconocido                         |
| Finalmente Ash llega a la Meseta Añil, sede de la Liga Pokémon y Ash se encapricha con llevar lo antorcha de la competencia. A pesar de que en principio no debía hacerlo, Charles Goodshow, el presidente de la Liga Pokémon lo autoriza a hacerlo gracias a su entuasiasmo. El Equipo Rocket interrumpe el desfile y pese a los esfuerzos de Ash, roban la antorcha con el fuego de Moltres legendario, pero Charles Goodshow lleva una lámpara con fuego de Moltres resguarda con lo que logran encender nuevamente la antorcha y el desfile prosigue. Misty y Brock llevan también la antorcha hasta el final de la ceremonia. Luego van a la Villa de la Liga Pokémon en donde se encuentran a Gary. Ash se encuentra un poco nervioso por su rendimiento en la Liga Pokémon pero finalmente se llena de confianza a sí mismo. Cuando la ceremonia está a punto de comenzar con el encendido de la antorcha oficial, el Equipo Rocket se las arregla para robar esta antorcha gigante. Ash intenta detenerlos con pocas posibilidades de éxito, pero lo hace para salvar la Liga Pokémon, por su fuerte determinación y su espíritu, Moltres renace del fuego legendario y vence al Equipo Rocket. |    | |                          |                          |                                                 |
| 77 | 74 | «¡Empieza la Liga Pokémon! ¡Campo de agua!» «Pokemon Rīgu kaimaku! Mizu no Fīrudo!» (ポケモンリーグかいまく！みずのフィールド！) España: «Comienza la primera ronda» Hispanoamérica: «Comienza la primera ronda»       | 17 de diciembre de 1998  | 30 de octubre de 1999    | Desconocido Desconocido                         |
| En su primera batalla Ash debe competir en el estadio de Agua contra Mandy el asombroso. Misty le ofreció sus Pokémon de agua para que tuviera diversidad de Pokémon para elegir y no solo Squirtle, pero Ash decidió aceptar su Krabby que estaba bajo el cuidado del Profesor Oak. Krabby nunca había tenido una lucha Pokémon, y aunque Brock y Misty le recomendaron no usarlo, Ash decidió confiar en él. Contra todo pronóstico, Krabby venció al Exeggutor, Seadra y Golbat de Mandy, e incluso evolucionó a Kingler, dándole a Ash su primera victoria. |    | |                          |                          |                                                 |
| 78 | 75 | «¡Campo de hielo! ¡Ardiente enfrentamiento!» «Kōri no Fīrudo! Honō no tatakai!» (こおりのフィールド！ほのおのたたかい！) España: «Fire and Ice» Hispanoamérica: «Fuego y hielo»                                        | 24 de diciembre de 1998  | 6 de noviembre de 1999   | Desconocido Desconocido                         |
| En su segunda batalla, Ash se derrota a un Nidorino con su Squirtle en el estadio de roca. Durante el descanso hasta la siguiente batalla Ash y Pikachu caminan toda la ciudad buscando un sitio donde comer. Brock les da de comer a los demás pokémon en casa, pero luego van en busca de Ash y Misty lo reprende por no haber llevado aún a sus pokémon al Centro Pokémon para que se recuperen de las batallas. Cuando Ash los lleva descubren que todos los Centros Pokémon están abarrotados de gente y la ciudad está un poco colapsada debido a la Liga Pokémon. Luego consiguen un centro Pokémon pequeño, vacío y misterioso y Ash deja allí a todos sus pokémon, incluyendo a Pikachu, pero resulta ser una trampa del Equipo Rocket para robar sus pokémon. Onix los derrota y van a un verdadero Centro Pokémon. En la tercera batalla de Ash, en el estadio de hielo, Kingler derrota a Cloyster pero luego es derrotado por Arcanine, Pikachu lo derrota y le da la victoria a Ash. |    | |                          |                          |                                                 |
| 79 | 76 | «¡Campo de hierba! ¡Rival inesperado!» «Kusa no Fīrudo! Igai na kyōteki!» (くさのフィールド！いがいなきょうてき！) España: «La sonada cuarta ronda» Hispanoamérica: «La cuarta ronda tiembla»                          | 1 de enero de 1999       | 13 de noviembre de 1999  | Desconocido Desconocido                         |
| En la cuarta batalla de Gary, este pierde contra la entrenadora Melissa y Ash empieza a preocuparse por sus próximas batallas. Ash se enfrenta a Janet en el estadio de hierba, derrota a su Beedrill y a su Scyther con Bulbasaur, pero luego Janet usa su Bellsprout que logra derrotar a Bulbasaur y a Pikachu. Finalmente Ash usa su última carta y elige a Muk, había planeado usarlo sabiendo la ventaja que este tiene sobre los tipo planta y en efecto consigue la victoria cuando Muk derrota a Bellsprout. |    | |                          |                          |                                                 |
| 80 | 77 | «¡Entra el rival!» «Raibaru tōjō!» (ライバルとうじょう！) España: «Un amigo de verdad» Hispanoamérica: «Amigos y héroes»                                                                                               | 7 de enero de 1999       | 20 de noviembre de 1999  | Desconocido Desconocido                         |
| Ash conoce a un joven entrenador muy inteligente llamado Ritchie. El Equipo Rocket se las arregla para robar todos los Pokémon de los competidores de la Liga Pokémon incluyendo los de Ash y los de Ritchie. Ash y Ritchie los siguen por el bosque para recuperar a sus Pokémon pero se hace de noche y deben pernoctar en el lugar. En todo el trayecto forjan una amistad, y finalmente, con ayuda de los Pokémon, logran rescatar los Pokémon del Equipo Rocket. |    | |                          |                          |                                                 |
| 81 | 78 | «¡Estadio Sekiei! ¡VS Hiroshi!» «Sekiei Sutajiamu! VS Hiroshi!» (セキエイスタジアム！VSヒロシ！) España: «Igual amigos que enemigos» Hispanoamérica: «Amigos y enemigos por igual»                                     | 14 de enero de 1999      | 27 de noviembre de 1999  | Desconocido Desconocido                         |
| Al volver a la Villa Pokémon, Ash descubre que su siguiente oponente será su nuevo amigo Ritchie. El Equipo Rocket le tiende una trampa a Ash y lo secuestran, pero con ayuda de Squirtle logra escapar. Aun así el Equipo Rocket intenta retenerlo, y aunque Ash escapa múltiples veces, estuvo a punto de ser descalificado de la Liga Pokémon, por llegar tarde a su duelo con Ritchie. Ya en el duelo Squirtle es derrotado fácilmente por Happy, pero luego Pikachu lo derrota. Aun así Pikachu está muy cansado por las peleas con el Equipo Rocket y es derrotado por Zippo. Ash se arriesga y usa a Charizard, acorrala a Zippo con facilidad, Ritchie lo cambia por Sparky, pero Charizard no tiene ningún interés en luchar contra él, una vez más desobedece a Ash y se acuesta a descansar, con lo que queda fuera del combate. Ritchie gana la competencia y Ash queda fuera de la Liga Pokémon. |    | |                          |                          |                                                 |
| 82 | 79 | «¡Liga Pokémon! ¡Último enfrentamiento!» «Pokemon Rīgu! Saigo no tatakai!» (ポケモンリーグ！さいごのたたかい！) España: «Amigos hasta el final» Hispanoamérica: «Amigos hasta el fin»                                  | 21 de enero de 1999      | 27 de noviembre de 1999  | Desconocido Desconocido                         |
| Luego de haber perdido por culpa de la desobediencia de su Charizard, Ash está bastante deprimido y molesto, Misty intenta animarlo pero terminan discutiendo y le reprocha su holgazanería al entrenar a sus Pokémon, cuando Ash va a replicarle, el Profesor Oak lo detiene, dándole la razón a Misty por el mal entrenamiento de Charizard. Ash, Misty y Brock van a ver la batalla de Ritchie y a darle ánimos, pero luego de una dura batalla, Ritchie es derrotado por Asunta. Ash se pone aún más triste pero Ritchie le explica que de las derrotas también se aprende y prometen convertirse en los mejores Maestros Pokémon del mundo. El Equipo Rocket les tiende una trampa para robar sus Pikachu, pero Ash y Ritchie luchan juntos y los derrotan. Todos acuden animados a la ceremonia de clausura y los participantes reciben un reconocimiento de la Liga Pokémon. |    | |                          |                          |                                                 |
| 83 | 80 | «¡Pueblo Masara! ¡El inicio de un nuevo viaje!» «Masara Taun! Aratanaru tabidachi» (マサラタウン！あらたなるたびだち！) España: «Pánico en la fiesta de Paleta» Hispanoamérica: «Fiesta de pánico en Pueblo Paleta»    | 28 de enero de 1999      | 4 de diciembre de 1999   | 24 de diciembre de 1999 16 de julio de 2000     |
| De regreso en Pueblo Paleta se organizó una fiesta de bienvenida. Ash, Misty, Brock y los Pokémon disfrutan de la comida cuando el Equipo Rocket les agrega picante, para robarles los pokémon cuando estuviera distraídos, Ash intenta detenerlos pero no lo logra, solo le queda como último recurso Charizard pero no le obedece, solo se interesa en la comida. El Equipo Rocket arroja bombas a la fiesta y destruye la comida de Charizard, este se enoja y los derrota, Ash cree que ha decidido obedecerle pero Charizard le responde con una bola de fuego. El Profesor Oak los envía a una misión en Isla Valencia, en el Archipiélago Naranja. De camino se encuentran una batalla entre los Spearow, los Pidgey y los Pidgeotto, y además está un Fearow muy enojado, Ash cree que es el Spearow que golpeó la piedra cuando empezó su viaje. Ash envía a Pidgeotto a ayudar a los suyos y en la batalla evoluciona a Pidgeot, derrotan a los Spearows y a Fearow y Ash deja a Pidgeot a cargo de la banda de Pidgey y Pigeotto. Nota: Este episodio es considerado en algunos países como el primer episodio de la segunda temporada de Pokémon. |    | |                          |                          |                                                 |